# Salome (opera)

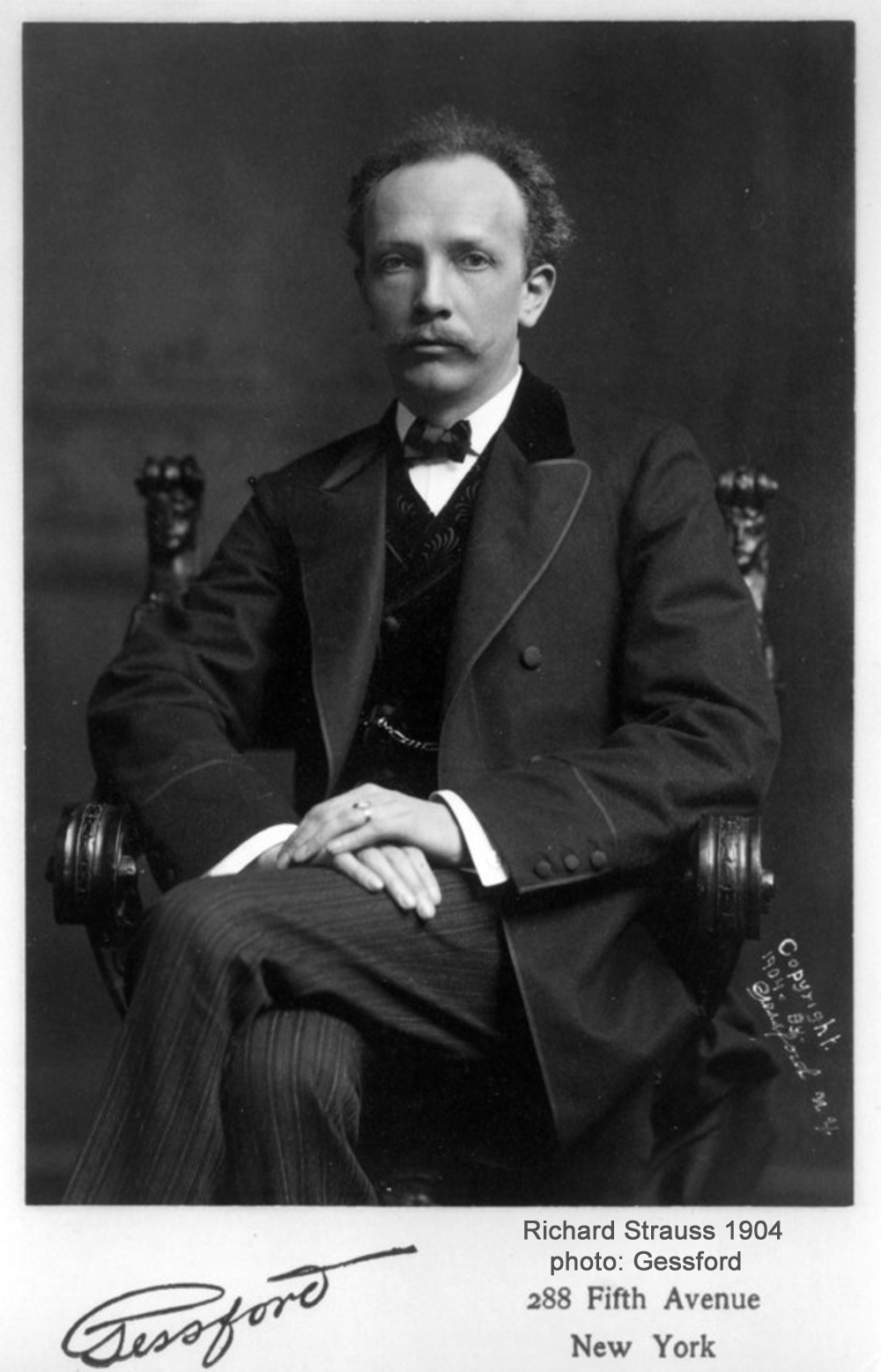
Richard Strauss 1904.

Salome är en tysk opera i en akt med musik av Richard Strauss och libretto av Hedwig Lachmann efter Oscar Wildes skådespel med samma namn. Operan hade urpremiär 1905 i Dresden.
Salome tillhör Richard Strauss tidiga kompositionsperiod och karakteriseras av briljant och extravagant tonalitet samt avancerad harmonik, tillika ett starkt psykologiskt samspel mellan handling, libretto och musik. Ett tydligt samband med hans orkestrala tondikter med lika raffinerad orkestrering kan skönjas. Den sensuella och erotiskt laddade stämningen i kombination med den "svåra" musiken chockerade samtiden. I dag betraktar man verket som en av de absoluta höjdpunkterna i den senromantiska tyska operan och titelrollen är en utmaning för dramatiska sopraner, som förväntas även prestera ett förföriskt dansnummer. Rollen skulle enligt Strauss egen utsago spelas av en 16-åring med Isolderöst (operan Tristan och Isolde). Rollen kräver maximal röstkontroll, stor volym och bärkraft, uthållighet och skådespelartalang långt utöver det vanliga. De sju slöjornas dans återfinns i operan men uppförs även ofta konsertant.

## Den bibliska historien om Salome, Johannes Döparen och Herodes

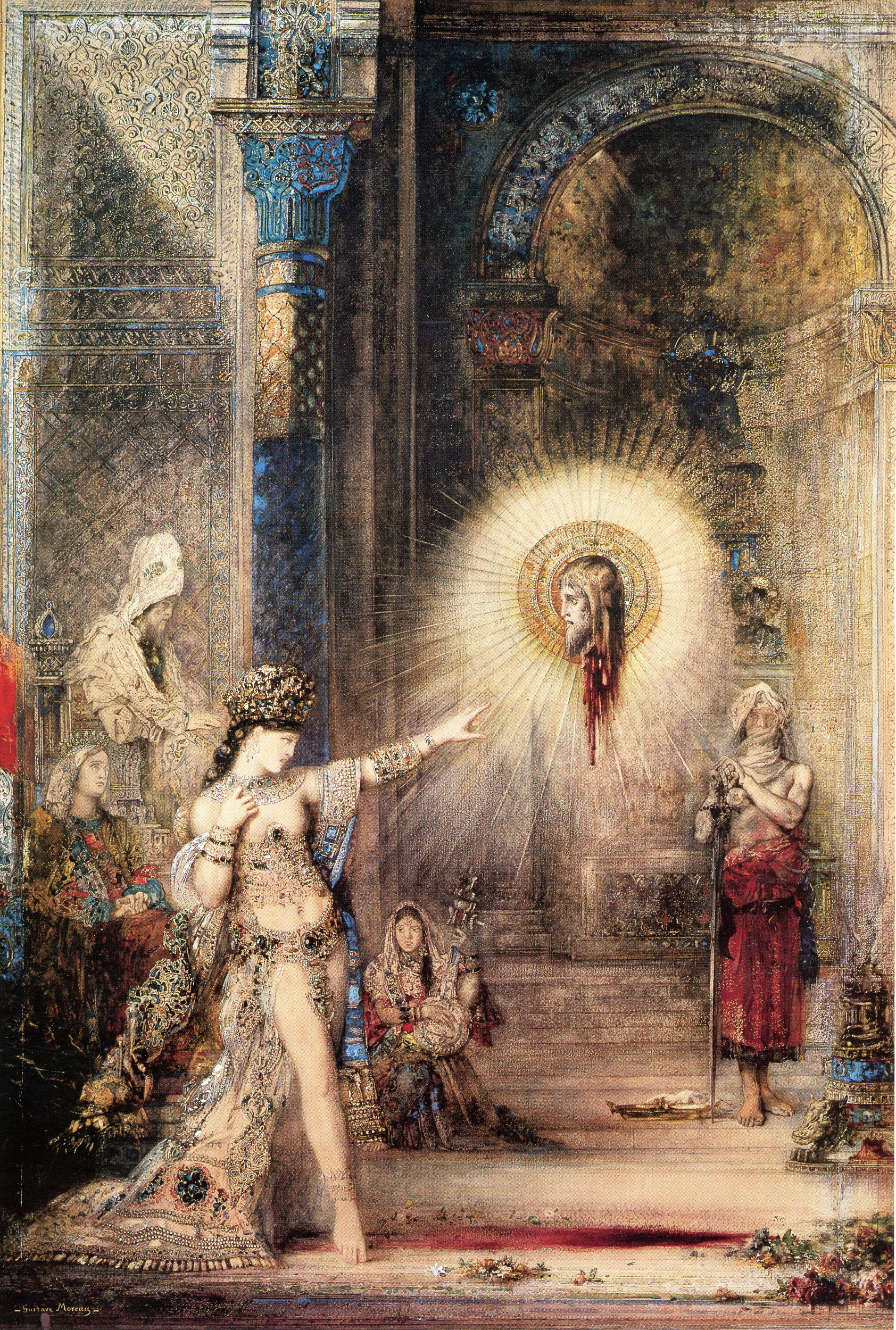
Gustave Moreaus målning L'Apparition (1876) där Salome dansar inför Herodes och ser Johannes Döparens avhuggna huvud som en spökbild, därav titeln.

I Nya Testamentets Matteus- och Markusevangelier förekommer inte Salome vid namn. Hon kallas bara för Herodias dotter. Det var den judiske historikern Josefus som först nämnde hennes namn i sina Judiska fornminnen skrivna på 90-talet e.Kr. Till skillnad från Nya Testamentets texter gör Josefus ingen koppling mellan Salome och Johannes Döparen, som på hebreiska heter Yohanan och på arameiska Yokanan (Strauss använde den tyska varianten Jochanaan). Varken Josefus eller evangelierna nämner att Salome skulle ha varit sexuellt besatt av Johannes Döparen, att Herodes skulle ha varit det av Salome eller att han lät döda henne.
De båda evangelierna är tämligen samstämmiga i sina uppgifter men Markus är lite mer detaljerad än Matteus. Johannes Döparen levde och verkade runt 30 e.Kr. i Galileen, som då styrdes av Herodes Antipas (son till Herodes den store). Johannes hävdade att han var utvald av Gud för att förkunna Guds ankomst till jorden och råda människorna att göra avbön. Johannes vana att döpa de omvända i floden Jordan gav honom smeknamnet Dopparen, vilket senare ändrades till det mer respektingivande Döparen. Han omgavs av en stor skara lärjungar men han utgjorde aldrig någon fara mot Herodes Antipas styre. Det fanns dock två skäl till varför Herodes kände sig lugnare att ha honom inlåst. Det ena var att Herodes inte visste hur stort inflytande Johannes hade över judiska folket eller hur en till synes harmlös fras som "Guds Kungadöme" kunde ha för inverkan på religiösa fanatiker. Men än mer farligare för Herodes var Johannes upprepade attacker på hans äktenskap. 
Herodes Antipas hade nyligen återvänt från ett besök hos sin halvbror, som också hette Herodes (II), och blivit förälskad i dennes fru Herodias, som råkade vara styvbrorsdotter till de båda halvbröderna. Herodes Antipas första fru anade oråd och flydde landet hellre än bli mördad av sin man. Herodias glömde och förlät aldrig den medelålders Antipas för dennes ohederliga skilsmässa. Hon gifte sig ändå med honom beroende på hans stora politiska makt och position som tetrark. Herodias kände sig dock aldrig säker i sin nya ställning. Hon led djupt av de ständiga attackerna som Johannes verbalt slungade mot henne var hon än visade sig offentligt. Attackerna gällde hennes incestuösa äktenskap. Rykten gick, att Antipas hade mördat sin halvbror för att komma över Herodias som sin maka, och även detta var ett skäl för henne att röja Johannes ur vägen.

## Bakgrund

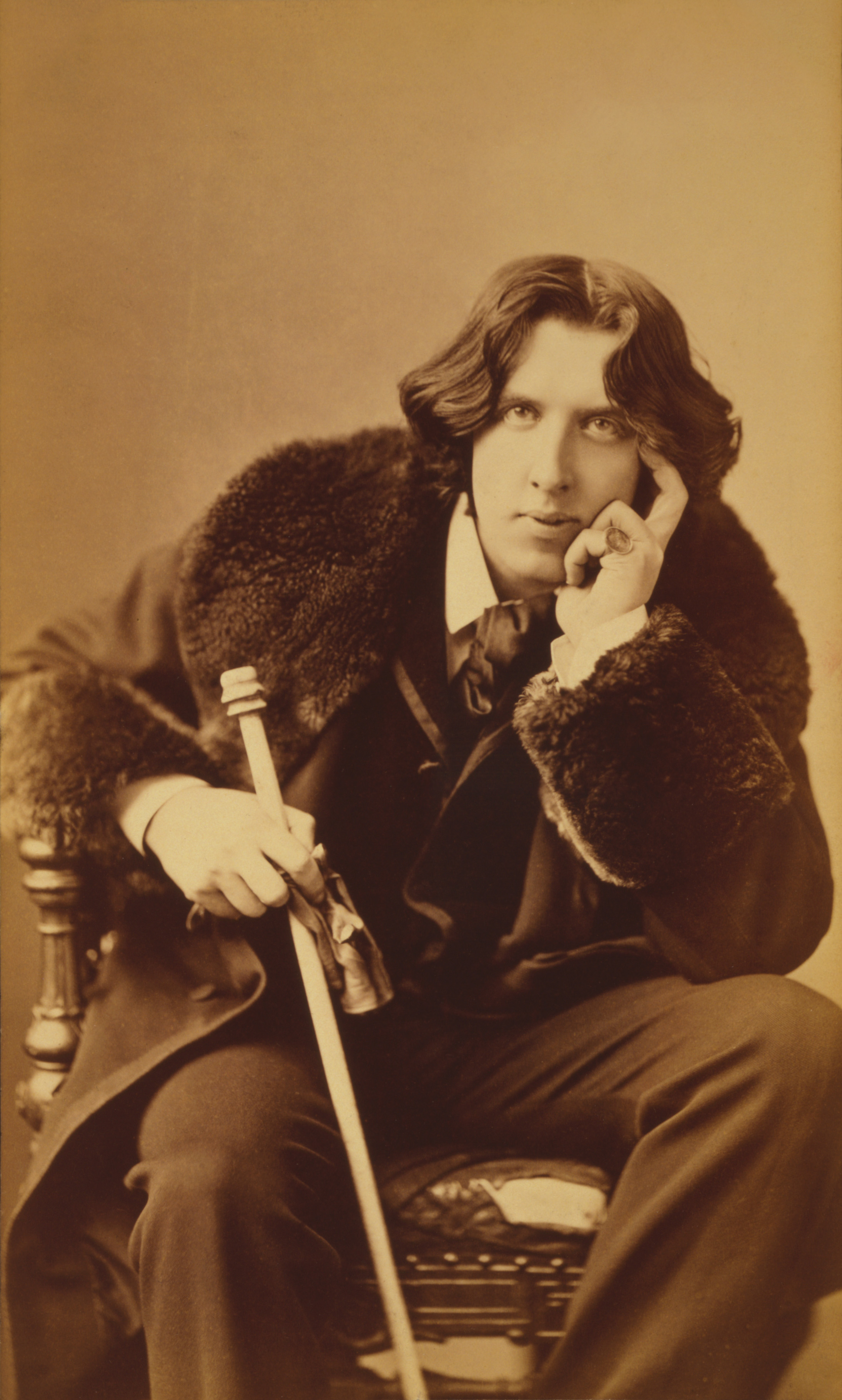
Oscar Wilde

1876 målade Gustave Moreau flera bilder på bibelmotivet Salome (bland annat Salomé dansant devant Hérode). En av dessa, L'Apparition röstades fram som årets målning av Parissalongen. Temat inspirerade såväl Gustave Flaubert till att skriva novellen Hérodias (ur Tre berättelser, 1877), Stéphane Mallarmé till sin dramatiska dikt Fragment d'un étude scénique ancienne d'un poème d'Hérodiade 1869, som Jules Massenet att komponera operan Hérodiade, byggd på Flauberts novell. Även Oscar Wilde hade fascinerats av Moreau och Massenet och skrev pjäsen Salomé vintern 1891-92. Han räknade med att hans skådespel inte skulle få uppföras i det puritanska England. Han hotade därför i förväg den engelska teatervärlden och censuren:
Om censorerna förbjuder Salome lämnar jag England och bosätter mig i Frankrike.
Till sin stora besvikelse fick han sina misstankar mot det engelska samhället bekräftade: censuren förbjöd stycket med motiveringen att det inte var tillåtet att gestalta bibliska personer på scenen. Wilde lät därför ge ut Salomé (som han märkligt nog hade skrivit på franska och inte på engelska) i Paris år 1893. Men inte heller i Paris uppfördes Salomé på scenen. Först 1901, ett år efter Wildes död, gjorde pjäsen succé i Breslau och året därpå i Berlin där den spelades i över 200 föreställningar i Max Reinhardts regi och med en översättning av Hedwig Lachmann. Det var denna prosaöversättning som den unge författaren Anton Lindner från Wien skickade till Richard Strauss och erbjöd sig att skriva ett libretto på vers. Strauss insåg genast att Lachmanns text skulle göra sig bra som det var och började göra musikaliska noteringar ute i marginalen:
Efter mitt samtycke till detta skickade han mig några skickligt versifierade begynnelsescener, utan att jag kunde förmå mig till att börja komponera, ända tills det en dag gick upp för mig: varför komponerar jag inte helt enkelt inledningsraden Wie Schön ist die Prinzessin Salome heute Nacht. Från och med nu var det inte svårt att rensa stycket så pass från all vacker litteratur att det nu har blivit till ett ganska vackert 'libretto'. Och nu, sedan dansen och särskilt hela slutscenen har doppats i musik, är det inte något konststycke längre att förklara att stycket "skriker av musik". Javisst, men man måste se det!
11 november 1902 såg han en av föreställningarna på Kleines Theater (ett forum för modern teater som banade väg för den mer experimentella sidan av expressionismen) med Gertrud Eysoldt i huvudrollen. På hemvägen frågade vännen och cellisten Heinrich Grünfeldt om pjäsen inte kunde bli en bra opera och Strauss fällde de bevingade orden: "Var tyst, jag håller redan på att komponera." Men det var inte förrän 27 juli 1903 som han på allvar satte igång med att komponera Salome. 

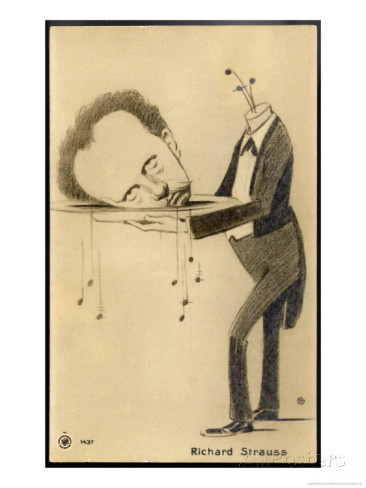
Strauss med sitt eget huvud på fat

Han började med att korta ned texten med en tredjedel och tog bort bipersoner och sidohistorier. Många av Wildes blomsterrika fraser ströks och de långa diskussionerna om religion och moral kortades också ned. Ord ändrades och bytte plats för att bli mer sångbara. Andra saker eliminerades för att stärka Strauss syn på sin hjältinna som en oskyldig jungfru. I inledningen till sin förste replik säger Salome i Wildes text: "Det är underligt att min mors man tittar på mig så". Fortsättningen kom aldrig med i librettot då Salome tillägger: "Jag vet inte vad som menas. Dock, jag vet det alltför väl". Det var antingen av prydhet eller en föraning om kommande censur som fick Strauss att ta bort Wildes rader i Salomes sista aria, då hon deklarerar: "Jag var en prinsessa och du berövade mig min oskuld. Jag var kysk och ärbar, och du fyllde mina ådror med eld".
Den 20 juni 1905 var operan färdigkomponerad. En månad tidigare hade Strauss 83-årige far gått bort. Strauss hann dock spela några avsnitt ur operan för honom. Fadern kommenterade musiken med att det kändes som att ha kackerlackor krälande innanför kläderna. Som sista avsnitt komponerade Strauss orkesterpassagen De sju slöjornas dans den 30 augusti och repetitionerna kunde sätta igång.

## Repetitionsarbetet
Från början till slut kantades repetitionerna av problem. Redan 16 maj skrev Strauss till Ernst von Schuch (operans dirigent) att de tre sångare som skulle sjunga huvudrollerna borde få minst tre månader på sig att lära sig sina roller:
Jag kan redan idag meddela Er, att Salomes partitur kommer att vara färdigt i mitten av juni. Klaverutdraget har jag redan tagit itu med och det kommer att vara i tryck i början av september eller i varje fall i korrektur så att huvudrollerna kan börja rollinstuderingen. Partituret och stämmor skall jag försöka få färdiga till början av oktober. /.../ Jag tror följaktligen att Ni kan utsätta premiären till mitten av november. Någon kör är inte med men solopartierna och orkestern är ungefär dubbelt så svåra som Feuersnot. Efter moget övervägande har jag kommit därhän, att Salome endast kan sjungas av fru Wittich. Rollen kräver en sångerska av format, som är van vid Isolde och liknande roller. Då fru Wittich lär ha en smula svårt att lära sig är det nödvändigt att hon får sitt parti minst tre månader före premiären.

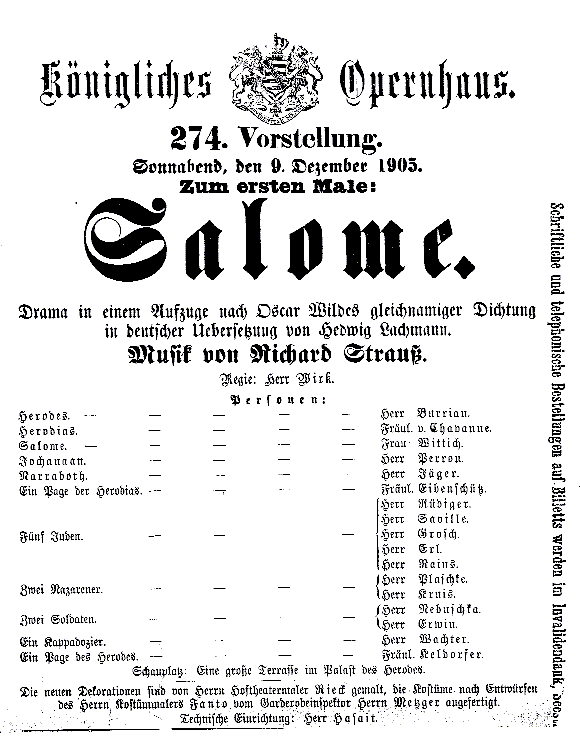
Affisch till premiären i Dresden. Märkligt nog står inte dirigenten, Ernst von Schuchs namn med.

Marie Wittich skulle sålunda sjunga Salomes roll och hon ansåg på förhand att en roll i en enaktsopera inte kunde kräva mer än en månad att lära in. I början på oktober fick Strauss höra att hon ännu inte hade börjat studera sitt parti. Då han befann sig i Berlin och repetitionerna ägde rum i Dresden fick han sköta samarbetet per brev och telefon. Han skrev till von Schuch (5 oktober 1905):
Jag har erfarit att fru Wittich inte ens har inlett studiet av Salomes roll. Man har sagt mig att hon lär sig långsamt och har svårt för att fatta. /.../ Jag vill så fort det bara går höra fröken [Eva] von [der] Osten. /.../ Studera in partiet med henne och låt dem båda alternera, skulle hon visa sig vara bättre än Wittich då har vi möjligheten att i sista stund bestämma oss.
När Wittich fick se partituret kunde hon inte tro sina ögon eller öron. Vid första pianorepetitionerna klagade flera av sångarna: "Alldeles för svårt!" Men allt kom på skam då den tjeckiske sångaren Karel Burian, som skulle sjunga Herodes roll, sa att han redan kunde sitt parti utantill. En oboist ur orkestern sa: "Herr Doktor, kanske att denna passage går att spela på piano men på oboe går det inte." Strauss svarade: "Ha förtröstan, den går inte att spela på piano heller." Wittich tyckte hela operan var olämplig och protesterade mot alla de 'perversiteter' som rollen krävde av henne och sa till Strauss:
| ” | Jag gör det inte. Jag är en anständig kvinna! | „ |

En balettdansös fick ersätta henne i den sensuella De sju slöjornas dans. Till råga på allt åkte Wittich iväg och gästspelade i andra operaroller en månad före premiären och öppnade inte sitt partitur till Salome på över fem veckor. Strauss blev så störd av hennes upptåg och lättja att han hotade med att ta ifrån Dresden premiären och ge den till Arthur Nikisch i Leipzig eller till Gustav Mahler i Wien. Ideligen fick han säga åt sångarna att inte gråta ut i pressen utan koncentrera sig på sina roller istället. Pressen gick hårt åt verket redan innan premiären men Strauss konstaterade att "först efter premiären kan någon uttala sig om operans kvaliteter, aldrig före". 
En som dock aldrig tvivlade på operan var dirigenten Ernst von Schuch, trots att människor skrattade bakom hans rygg och förutspådde en katastrof. Vid generalrepetitionen var de främre sex raderna sedvanligt tomma så när som på Strauss som satt direkt bakom von Schuch. När det sista ackordet hade klingat ut blev det dödstyst. Ljuset tändes i salongen. Strauss vände sig om och sa: "Ja, jag tyckte det lät bra." Det löste förtrollningen och en storm av applåder utbröt.

## Premiären

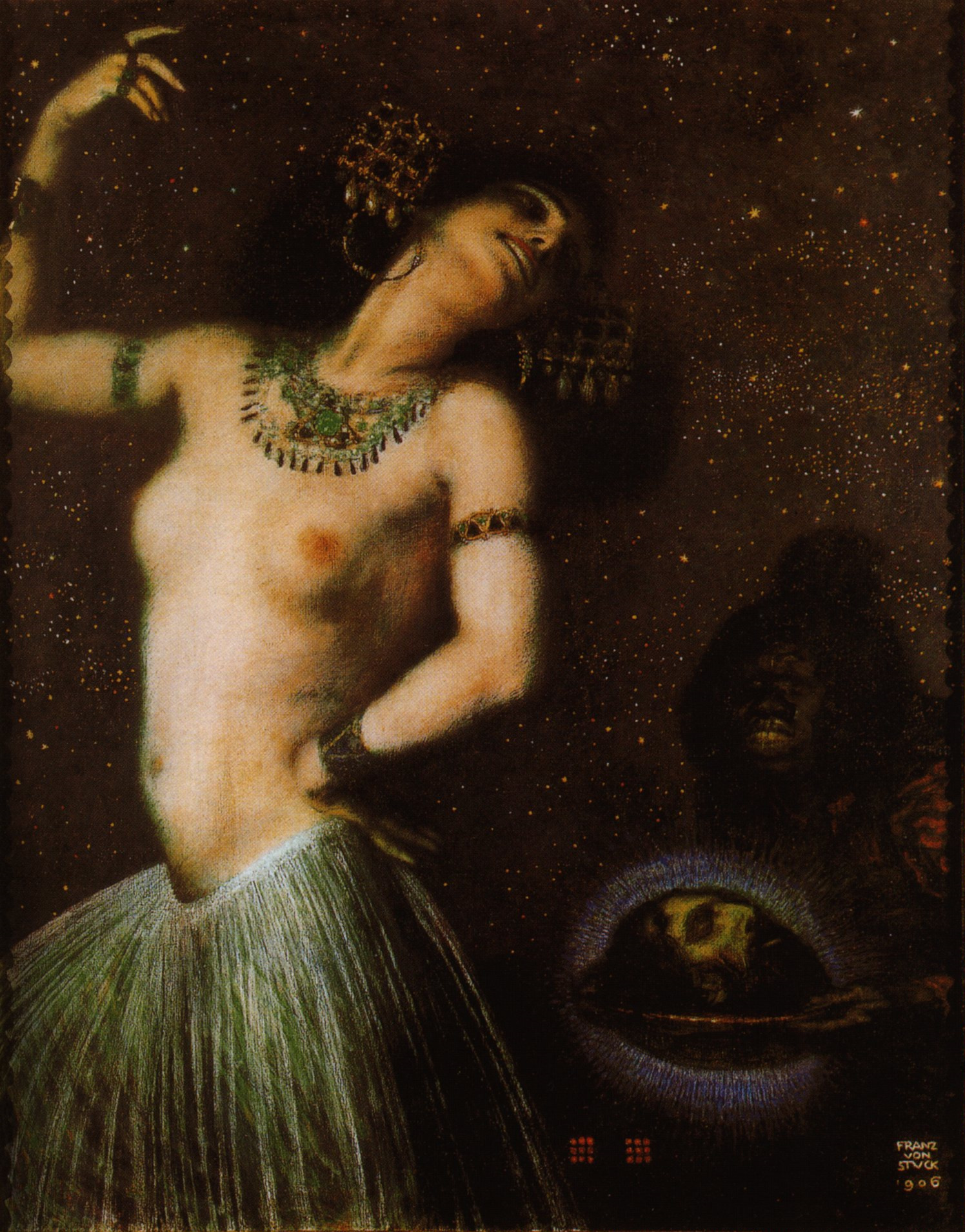
Salome — målning från 1906 av Franz von Stuck (1863-1928).

9 december 1905 hade Salome premiär på Semperoper i Dresden. Succén var given och inte mindre än 38 ridåfall noterades. Publiken var nöjd medan kritikerna och musikerkollegor hade sina invändningar. Cosima Wagner tyckte operan var "galenskap" och ännu ett exempel på Strauss passion för exotism. Sedan 1888 hade familjen Wagner och Richard Strauss stått på god fot med varandra. Strauss hade alltsedan dess brevväxlat med Cosima Wagner men i och med Salome bröt hon all kontakt för alltid. Marie Wittich hade beklagat sig för henne att hon var tvungen att lära sig en sådan "smörja". 24 oktober skrev Strauss till von Schuch:
Nu har gåtan fått sin lösning: Fru Wagner skrev till mig idag ordagrant så här: "Jag hade bett fru Wittich att komma hit (till Bayreuth) i november då hon var ledig för att tillsammans med mig utarbeta Isolde; jag sätter stort värde på att gå igenom denna otroliga uppgift långt i förväg med vår konstnärinna så att hon under tidens gång /.../ utan ansträngd frihet kan uppträda på vår scen." Fru Wagner vill alltså redan nu i november studera in den Isolde som fru Wittich ska sjunga nästa augusti: min Salome, som är ännu svårare, ska fru Wittich tydligen lära sig på bara en månad! O varför, käre vän, lydde du mig inte när jag i september bad dig att börja öva Salome med fru Wittich. Tänk på vad detta uruppförande betyder för mig! /.../ Herr Perron har över huvud taget inte sett sin roll ännu och vill fara på semester. Ja, käre vän, vad ska man säga? Jo: Alle man på däck. Bevilja ingen semester mer och fokusera alla teaterns krafter på Salome. Ni har ju ännu inte sett partituret och anar inte alls vad Ni står inför. En sak till: jag har underrättat er om fru Wagners och fru Wittichs planer. /.../ Med all respekt för den stora Sångerskan Wittich så skulle det vara bättre om en ersättare fanns tillgänglig så att den goda Wittich inte inges känslan att vi är beroende av endast henne.
En kritiker sa att Semperoper inte hade upplevt en sådan sensation av rang sedan Wagners senare operor. Max Reger konstaterade att verket "varken var någon vändpunkt eller startpunkt på något nytt. Strauss är densamme här som i alla sina tidigare verk. För övrigt finner jag ämnet osmakligt och den sensationella entusiasmen är en modenyck." Dirigentkollegan Felix von Weingartner beklagade endast att han inte hade kunnat ta till sig de vackra orden i texten. Före operans premiär hade Strauss begärt 60 000 tyska Mark som ersättning från sin förläggare. Hans far bad honom att gå ner i pris, ty med den summan skulle varken förläggaren eller Strauss bli rika. Det skulle visa sig att summan var lågt satt då operan kom att bli en veritabel kassako från start. Redan efter femte föreställningen i Dresden kunde Strauss inkassera en summa på 348 000 tyska Mark.

## Gustav Mahlers försök att sätta upp operan i Wien
Tonsättaren och dirigenten Gustav Mahler, som var ledare för Wiener Hofoper, ville sätta upp Salome i Wien. Han gjorde den sedvanliga ansökan hos censurmyndigheten men fick den 20 september 1905 librettot i retur med svaret att myndigheten hade nekat Wiener Hofoper en uppsättning på grund av "religiösa och moraliska skäl". Inte ens det faktum att det katolska hovet i Dresden hade tillåtit operan ansågs något värt. Efter att Mahler fått beskedet dikterade och signerade han ett brev till Strauss (daterat den 22 september) och informerade honom om censurens refusering av librettot. Samma dag som brevet skrevs verkar Mahler ha kommit fram till en lösning på problemet då han i ett telegram till Strauss ber denne att skicka sångstämmorna så att repetitionerna kunde börja. 

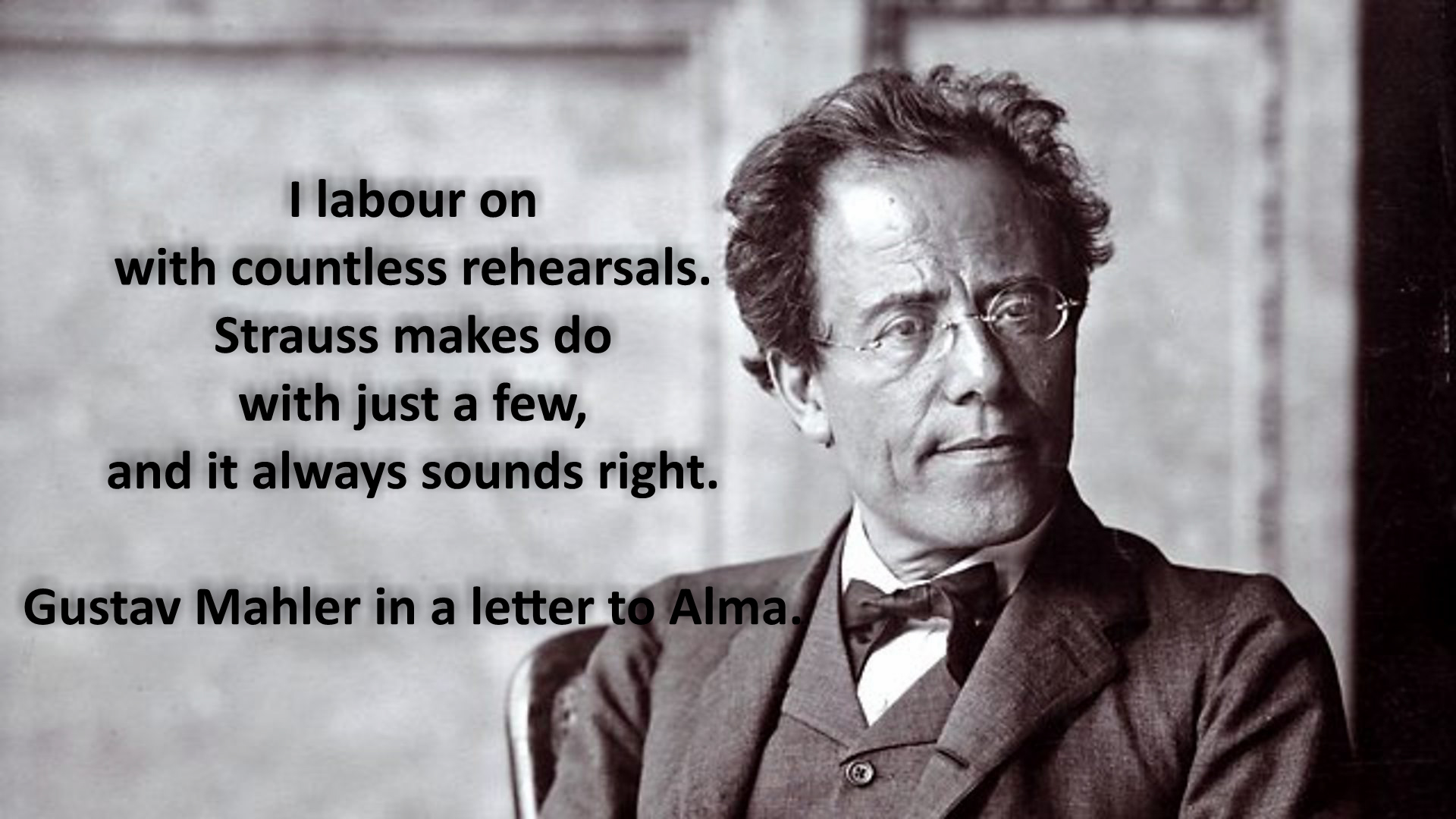
Gustav Mahler

Den österrikiska dagstidningen Die Zeit fick nys om censuringreppet och skrev den 22 oktober att:
I fallet med "Salome" var det figuren [Johannes] Döparens framträdande i ett erotiskt drama som föranledde censurens ingripande. Att Hofopers censurmyndighet förbjuder en opera är verkligen ovanligt men det är inte utan prejudikat. Massenets opera Hérodiade - som naturligtvis är tematiskt besläktad med Richard Strauss musikdrama - förbjöds också.
Drygt en vecka senare fick Mahler ett förklarande brev från chefen för Hofopers censurmyndighet (dr Emil Jettel von Ettenach) i vilket han angav skälen till sitt handlande och dessutom uttryckte sin stora sorg över att ha behövt göra som han gjorde:
Den första invändningen uppstår i de upprepade explicita eller implicita hänvisningarna till Kristus i texten, till exempel på sidan 2, "efter mig ska det komma någon som är starkare än jag"; sidan 4, "Herren har kommit, människosonen nalkas"; sidan 8, "hans ord bereder vägen för Herren"; sidan 10, "sök människosonen"; sidan 12, "det finns bara en som kan frälsa dig. Han befinner sig i en båt på Gennesaretsjön och talar till sina lärjungar"; sidan 18, "Jag hör stegen från honom som ska bli världens förlösare"; och de följande talen som refererar till Kristi mirakler. Alla dessa passager måste antingen tas bort eller ändras radikalt. Ytterligare ett problem är presentationen av Johannes Döparen på scen. Poeten [Oscar Wilde] gav honom visserligen det hebreiska namnet Jochanaan, men på samma sätt som detta namnbyte omöjligen kan ge illusionen att det inte handlar om den hedervärde man som banade väg för Kristus, är valet av ett annat namn uteslutet att ha samma effekt. Men om man bortser från dessa textuella invändningar kan jag inte bortse från ett visst motstånd mot hela historien, och kan endast upprepa att händelser som tillhör den sexuella patologins sfär inte passar sig för vår Hovscen. Jag beklagar att ett verk av sådan stor musikaliska kraft, som du har förvissat mig om, ska bli offer för dess text men från min ståndpunkt som censor kan jag inte uttrycka en annan åsikt.
Mahler var beredd att avgå från sin post men Strauss lugnade honom och sa att operan inte var värd det priset. Operan fick inte premiär i Wien förrän i oktober 1918. Istället blev det Graz opera som satte upp Salome i maj 1906 med Strauss själv som dirigent. Censurens förbud gällde bara Wiener Hofoper, så andra operahus stod det fritt att själva avgöra vilka operor som skulle sättas upp. 
Bland publiken i Graz fanns såväl tonsättarna Mahler, Giacomo Puccini, Arnold Schönberg, Alban Berg och Alexander von Zemlinsky, som Adolf Hitler.

## Senare uppsättningar
- I Berlin fick operan sin premiär nästan på dagen ett år efter urpremiären, 5 december 1906. Protester hade kommit från kejsarinnan och andra medlemmar av den kejserliga familjen. Kejsare Wilhelm II ville inte tillåta att operan uppfördes men generalintendenten för Berlinoperan, Georg von Hülsen-Haeseler, kom på en lösning som kunde accepteras. I slutet av operan skulle Betlehemsstjärnan synas som en symbol för kristendomen. En anakronistisk tanke då Jesus redan var en vuxen man vid tiden för händelserna i operan. Kejsaren såg aldrig operan men sa: "Jag gillar honom [Strauss] men detta kommer att skada honom." Strauss svarade: "Skadan gjorde så att jag fick råd att bygga villan i Garmisch." Operan spelades i Berlin i över 50 föreställningar under de närmaste tolv månaderna och Strauss var mycket nöjd med sångerskan Emmy Destinns tolkning av titelrollen (vilken hon även sjöng med honom i Paris 1907). Mahler såg två av dessa föreställningar inom en vecka och prisade verket som "ett av vår tids stora mästerverk".
- Vid premiären i London 8 december 1910 krävde censuren några ändringar i den tyska texten, vilka ignorerades av dirigenten Thomas Beecham under föreställningarna och enligt honom gick obemärkt förbi censurens uppmärksamhet.
- I New York blev det endast en föreställning 22 januari 1907 på Metropolitan Opera. De övriga ställdes in efter påtryckningar från välbärgade donatorer, bland andra bankiren J. P. Morgan. Donatorerna försökte övertala Edward Elgar, som var på besök i staden, att ställa sig i spetsen för protesterna men han vägrade och sa att Strauss var "det största geniet i vår tid". Det skulle dröja till 1934 innan Salome spelades på Metropolitan igen.
- Ett italienskt operasällskap, som spelade i Amsterdam, hade gjort en egen orkesterversion från klaverutdraget 1906 för att spara in på royalty (Strauss upphovsrätt var inte skyddad i Nederländerna än). Strauss förläggare lyckades nå en kompromiss: Strauss skulle själv dirigera för att rädda så mycket som det gick. När han anlände fann han ett sällskap "som inte ens hade dugt för en sjätte klassens uppsättning av Trubaduren och som knappast kunde sina roller, och en liten amatörensemble tillgänglig för en enda repetition." Att neka dirigera skulle bara innebära kontraktsbrott, så Strauss fick göra som det var bestämt.
- Julen 1906 var Strauss i Turin och dirigerade men den första italienska föreställningen hade Toscanini redan dirigerat i Milano. Strauss skrev hem till sin fru 26 december:

I Milano slaktade Toscanini helt enkelt sångarna och verket (à la Mottl) med hjälp av en skoningslöst vild orkester. Det är ett mirakel att det trots allt blev en succé. Om jag inte hade kommit hit i tid och visat människorna hur verket ska göras, kunde det ha varit förlorat för Italien i åratal.
- Den franska premiären i Paris 5 maj 1907 på Théâtre du Châtelet dirigerades också av Strauss. Hans förläggare stred mot den franska sedvänjan att utbetala gage i förhållande till hur många akter operan bestod av. Det gjordes också försök att favorisera franska sångerskor för titelrollen men Strauss lät sig inte påverkas utan medförde Emmy Destinn som hade sjungit i Berlinuppsättningen. Han var emellertid missnöjd med orkestern vid repetitionerna och blev besviken att det endast förekom tre eller fyra ridåfall. Premiären bevistades av såväl president Armand Fallières som stora delar av regeringen, och Jean de Reszke, baron Rothschild, Gabriel Fauré, Arthur Rubinstein och Camille Erlanger. När han fick höra att det gick rykten om att presidenten skulle förära honom Hederslegionen svarade han: "Jag har väl förtjänat den". Av de planerade tio föreställningar spelades bara sex.

## Svenska uppsättningar

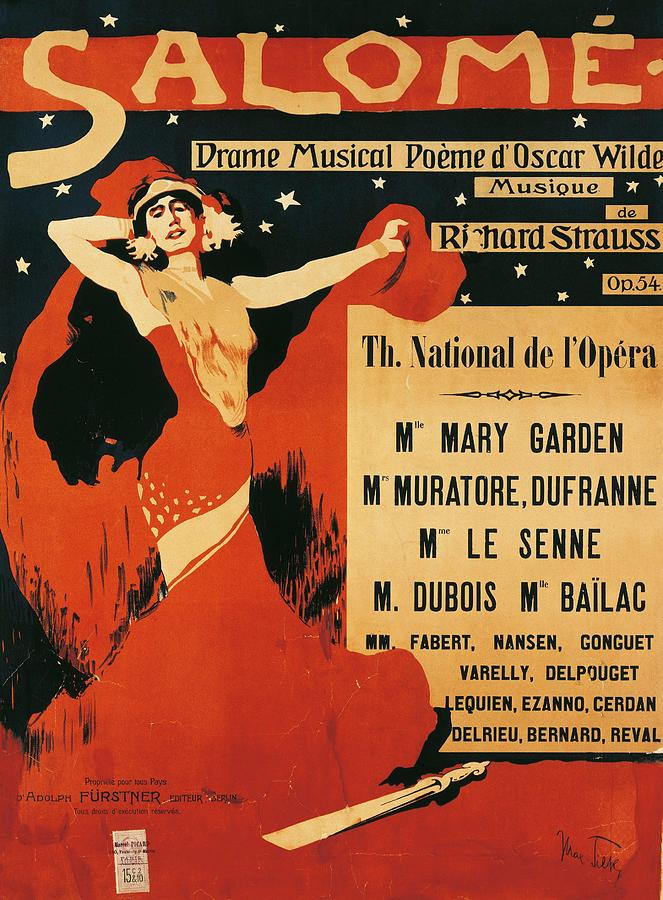
Affisch 1910

Den svenska premiären ägde rum på Stockholmsoperan den 14 april 1908 med Anna Oscàr i huvudrollen, Sven Nyblom som Herodes, Julia Claussen som Herodias, John Forsell som Jochanaan och David Stockman som Narraboth. För regin stod Harald André och Armas Järnefelt dirigerade. Kung Gustav V och prins Eugen satt i hovlogen och uppsättningen spelades i 11 föreställningar. 
Andra gången den iscensattes var den 25 februari 1954. Birgit Nilsson sjöng Salome i regi av Göran Gentele. 1982 alternerade Laila Andersson-Palme och Berit Lindholm i den tredje nyuppsättningen, för första gången sjungen på tyska, i Göran Järvefelts regi. 30 november 2013 sattes den upp med Nina Stemme i titelrollen och regi av Sofia Jupither. Den sattes upp på Göteborgsoperan med premiär den 19 oktober 1996 och igen den 12 september 2011. 14 februari 2008 hade Malmö Opera premiär på sin version med Gwyneth Jones som Herodias.

### Tidningsrecensioner av svenska premiären 1908
Premiären i Stockholm 1908 kom till stånd relativt fort, endast ett år efter Paris. Förväntningarna på den svenska uppsättningen av Salome var höga och flera av dagstidningarna hade artiklar både dagen före generalrepetitionen och på själva premiärdagen. Tonsättaren och musikkritikern Wilhelm Peterson-Berger skrev i Dagens Nyheter att han hade förväntat sig mer orkesterklang istället för den, enligt honom, nu matta och oklara musiken. Han konstarerade att "aldrig har väl Richard Strauss verkat mer Wagnerepigon än här". Enligt Person-Berger sammansmälte handling och musik till en verklig enhet först i och med Salomes slöjdans:
Dansad med den ypperliga uttryckkraft som titelrollens innehavarinna, Anna Oscár, visade sig förfoga över, blev den icke blott ett koreografiskt mästerstycke - av en sångdiva! - utan också hela verkets kulminationspunkt.
Av sångarna fick John Forsell klart godkänt för sin tolkning av Jochanaan. Uppsättningen var visserligen vacker men Peterson-Berger lade skulden på regissören Harald Andrés opersonliga och utländskt härmande regi. Om det musikaliska arbetet skrev han: "Hr Järnefelt anförde. Publikreaktionen var matt, dock förekom de sedvanliga blomsterhyllningarna och inropningarna." Sven Söderman i Aftonbladet tyckte att arbetet med att sätta upp operan hade gått osedvanligt långsamt, till och med "vår" vanliga senfärdighet inräknad. Men han tillstår att verket var extraordinärt, krävande och tålamodsprövande. Han förundras över Strauss sätt att frigöra sig från musikens alla nödvändiga regler: harmonilagar var upplösta, skilda instrumentgrupper spelade samtidigt i oförenliga tonarter och en sångfras fortsatte inte gärna mer än ett par takter i samma tonart och slutade sedan fullkomligt oberäkneligt. Söderman fascineras av alla nya klangkombinationer, oanade instrumentaleffekter och nya instrument. Han tolkade det som en mästares vildaste frihet från alla regler och lagar för att nå fram till ett fördjupat uttryck för psykologins själstillstånd.
I Stockholms-Tidningen skrev Adolf Laurin att operaledningen först sommaren 1907 efter stor tvekan hade köpt rättigheterna till operan. Arbetet med att sätta upp verket hade varit krävande och mot slutet ytterst intensivt med två repetitioner om dagen. I samma tidning skrev Gustaf Gullberg: 
| ” | "Ha vi väntat länge, så har vi icke väntat förgäfves." | „ |

Han lovprisade och kallade det hela för "en stor succé!". Vidare avslutade han: "Med andlös tystnad och spänning följde publiken det skräckfyllda dramat från den första tonen till den sista. När ridån föll, märktes några sekunders tvekan, så föllo de första applåderna, som snart stegrades i kraft. Inropningar i mängd, blommor, kransar, lyror. Ej ett enda missljud. Richard Strauss har underlagt sig en ny domän." Ture Rangströms uppfattning i Svenska Dagbladet var en helt annan. Han benämnde Strauss som "ett problem", som samtidigt var "sammansatt, invecklad och typisk, intressant och frånstötande." Operan var en sensation men mer av reklam och nyhetens behag än av varaktighet. Han medgav att musiken innehöll vackra fraser som tappert spelades av den blott några och 70 man starka orkestern (i stället för de stipulerade 120). Rangström beskriver en ovillig, skrämd och konfunderad publik som dock applåderade "lifligt /.../ Lagerkransar och blommor spenderades."

## Salomé- den franska versionen avSalome

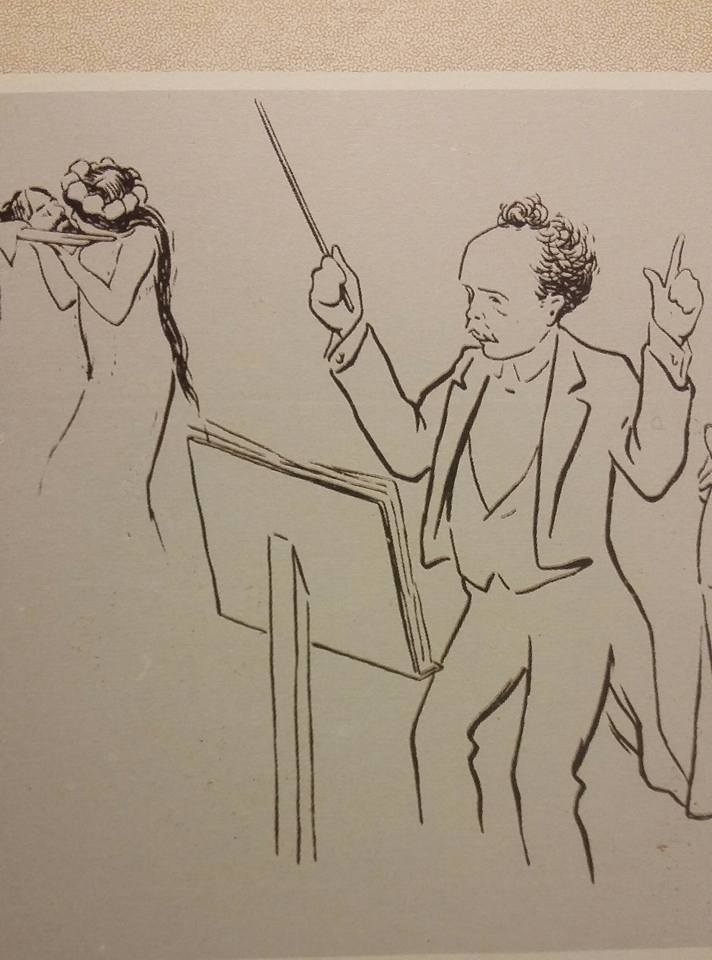
Strauss dirigerar den franska premiären av Salome, samtida karikatyr.

Ett förbigånget faktum är att Strauss gjorde två versioner av Salome, en tysk och en fransk. Han ansåg att texten var för bra för att endast den tyska operapubliken skulle förstå den. Strauss skrev till sin vän Romain Rolland 5 juli 1905 och bad om hjälp:
Du vet att jag precis har avslutat en tysk Salome inspirerad av Oscar Wilde. Wilde skrev den på franska, och det är hans ursprungstext som jag vill använda i min nya version. Jag ämnar inte anförtro detta till en översättare, för jag önskar behålla Wildes original, ord för ord. Därför måste musiken anpassas till den. Jag tror att Salomé skulle passa bra på Opéra-Comique och det är därför som jag vill försöka åstadkomma en perfekt harmoni mellan musiken och Wildes text. Salomé måste bli en genuin fransk opera och inte en översättning av den tyska texten.
Strauss avslutade arbetet med den franska versionen 13 september 1905 och skickade en kopia till Rolland som hjälpte honom med betoningar och uttal så att Wildes franska text blev sångbar. Rollands gjorde 191 ändringar under de närmaste veckorna medan Strauss ändrade om i musiken fram till mitten av september. Sedan läste och korrigerade han sångtexten vilket höll honom sysselsatt in i november då han skickade det färdiga partituret till sin förläggare för publicering. Ju längre Strauss höll på med den franska versionen desto mer insåg han att den hade blivit mer än en enkel översättning. Den hade blivit en fransk upplaga av operan istället för en direkt översatt kopia. Strauss tackade Rolland och sa att denne skulle till fullo inse vikten av vad de hade gjort först när man jämförde den tyska versionen med den franska och märkte hur han hade modifierat rytm och melodi för att passa det franska språkets karaktär. Strauss tyckte till och med att den franska versionen påminde om fransk opera.
Salomé hade sin premiär i mars 1907 i en privat föreställning på Petit-Théâtre i Paris dirigerad av Walter Straram och med franska sångare (den tyska versionen hade sin premiär två månader senare i Paris men på en annan operascen och med Strauss som dirigent). 24 mars uppfördes den officiellt på Théâtre de la Monnaie i Bryssel. 1909 sjöng Mary Garden rollen i New York på Oscar Hammersteins Manhattan Opera Company. Efter det försvann Salomé från repertoaren medan andra franska versioner byggda på översättningar från den tyska versionen spelades. På 1960-talet hade Strauss franska version totalt glömts bort och musikförlag visste ens att den existerade. Tack vare efterforskningar av Richard Strauss Institutet i München kom originalmanuskriptet i dagen.

## Verkanalys
Salomes historiska betydelse är dess betydande skede i det post-Wagnerianska musikdramats utveckling som går under den tyska beteckningen Literaturoper. Det mest uppenbara beviset på detta är sättet på vilket Strauss löste problemet med att finna en librettist. Han tog helt enkelt Lachmanns färdiga prosaöversättning som den var (dock med betydande strykningar) istället för att, som traditionen hittills hade varit, be någon skriva en ny text och då företrädesvis på vers. Till och med de moderna kompositörer som bekände sig till den realistiska verismen föredrog av traditionen libretto på vers. Att prosan gjorde sitt intåg på operascenen hade dock mer med symbolism än realism att göra. Innebörden av Strauss beslut att skapa en opera från en prosapjäs var skiftande. Redan Wagner hade omtolkat relationen mellan ord och musik till favör för en litterär och psykologisk inställning till opera som var skild både från den äldre estetiska och den kritiska inställningen av samtidens utveckling. 

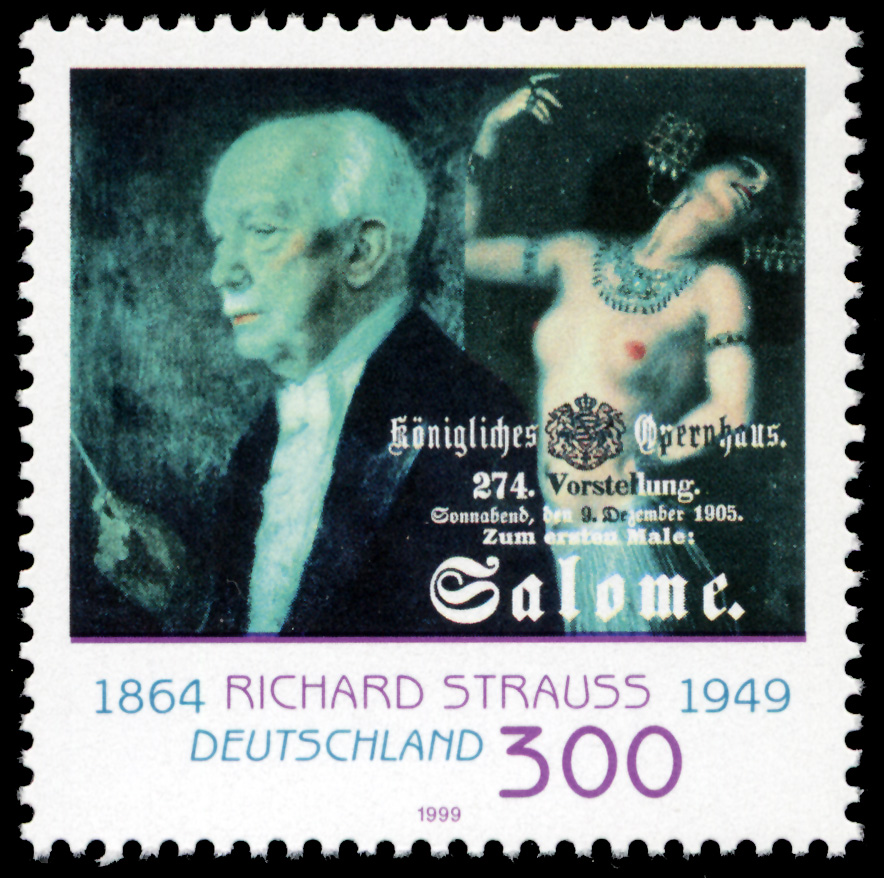
Frimärke med Strauss och Salome

Vid sekelskiftet 1900 var samtidens konstnärer besatta av femme fatale, den sexuellt medvetna kvinnan: Frank Wedekind skrev om Lulu i Jordanden, Zola om Nana; Richard Dehmel och Peter Altenberg diktade om erotik; Egon Schiele, Gustav Klimt och Aubrey Beardsley målade provokativa porträtt av starka och självständiga kvinnor.
Salome är en studie i besatthet direkt från start, då klarinettens stegring förebådar Narraboths extatiska förklaring om sin besatthet av Salome. Sedan följer Salomes besatthet av Jochanaan, Jochanaans besatthet av sitt hat mot Herodias, judarnas besatthet av religiösa dogmer, Herodes besatthet av Salome, Herodias besatthet av hämnd och slutligen Salomes besatthet av det avhuggna huvudet. Allt detta speglar också Strauss besatthet av sin fru Pauline, det är hon som är fröet till operan, hennes nyckfullhet speglas i Salomes, hennes skarphet i Herodias. Salome var den första operan som utforskade den mentala patologin hos karaktärerna, mycket av detta åstadkoms av den 105 man starka orkestern som liksom en ström av medvetenhet berättar vad som pågår i karaktärernas hjärta och sinne innan de vet det själv. För Strauss representerar Salome den tid i hans karriär då han faktiskt kan beskrivas som en man i tiden. 
Librettot är symmetriskt ordnat och tretalet återkommer ständigt. Exempelvis försöket Salome förföriskt övertala Narraboth att låta henne se den fängslade Jochanaan och efter den tredje övertalningen faller han till föga. När Jochanaan ställs inför Salome siar han tre profetior efter vilka Salome bekänner sin kärlek till honom tre gånger; till hans hud, hår och läppar. Herodes ber tre gånger om Salomes sällskap; för att dricka, äta och sitta bredvid honom. Hon avfärdar varje önskan. Senare ber han att hon ska dansa för honom, återigen ber han tre gånger. Två gånger vägrar hon men den tredje gånger accepterar hon då Herodes lovar att ge henne vad hon än önskar. När Salome ber om Jochanaans huvud försöker Herodes tre gånger att erbjuda andra saker; en ädelsten, påfåglar och slutligen i ren desperation förhänget till det Allra heligaste i Jerusalems tempel. Salome förkastar alla tre erbjudanden.

### Månen som dramatisk metafor
Sarah Bernhardt, Oscar Wildes drömsalome, menade i en intervju att månen var styckets egentliga huvudperson. Runt sekelskiftet 1900 avancerade månen till att bli en flitigt använd metafor för den sjuka själen. Se månskivan, hur underligt den ser ut. Som en kvinna, som har stigit upp ur graven, varnar pagen sin vän Narraboth. Men den i Salome förälskade befälhavaren ser något helt annat: Hon är mycket sällsam. Som en prinsessa, vars fötter är som vita duvor. Man skulle kunna tro att de dansar. Men för Salome är månen som en silverblomma, kylig och kysk. Ja, som skönheten hos en jungfru, som har blivit ren. Den hysteriske Herodes ser i månen sina egna vanföreställningar: Den ser ut som en vanvettig kvinna, som överallt söker efter kärlek... som en drucken kvinna, som raglar fram genom molnen... Endast Herodias förblir nykter gentemot månen: Nej, månen är månen, det är allt.

### Salomes kyss
Som lyssningsupplevelse består Salome av en rad höjdpunkter, som överträffar varandra i intensitet och som gemensamt leder till en enorm stegring. Salomes dans (operans centrala avsnitt, men som ändå komponerades i efterhand) är den näst sista kulminationspunkten i operan, vars absoluta höjdpunkt utgörs av kyssen och det snabba, brutala mordet på Salome. Den dramatiska drivkraften är skapad enligt recept från sekelskiftet 1900 älskade enaktare: redan i styckets början anar man en katastrof (en av dramats första repliker lyder: Något ohyggligt kommer att ske). Anblicken av Johannes döparens blodiga huvud, som av bödelns jättelika svarta arm höjs upp ur brunnen och överlämnas till Salome, är kanske avskyvärd och förskräckande, men den ackompanjerande musiken är förföriskt vacker och berättar om en stor kärlek, som just i det här ögonblicket uppfylls för den jungfruliga flickan. Det är Salomes "kärleksdöd", en parafras på Isoldes kärleksdöd ur Wagners Tristan och Isolde. Salome finner smaken från Johannes döparens läppar bitter, och lika bitterljuv är musiken i denna sällsamma kärlekshandling. Först hörs ett ackord som framställer kärleksruset, som när det sedan upprepas mynnar ut i ett motstridigt ackord: tillfredsställelsen och förstörelsen är identiska.

## Musiken

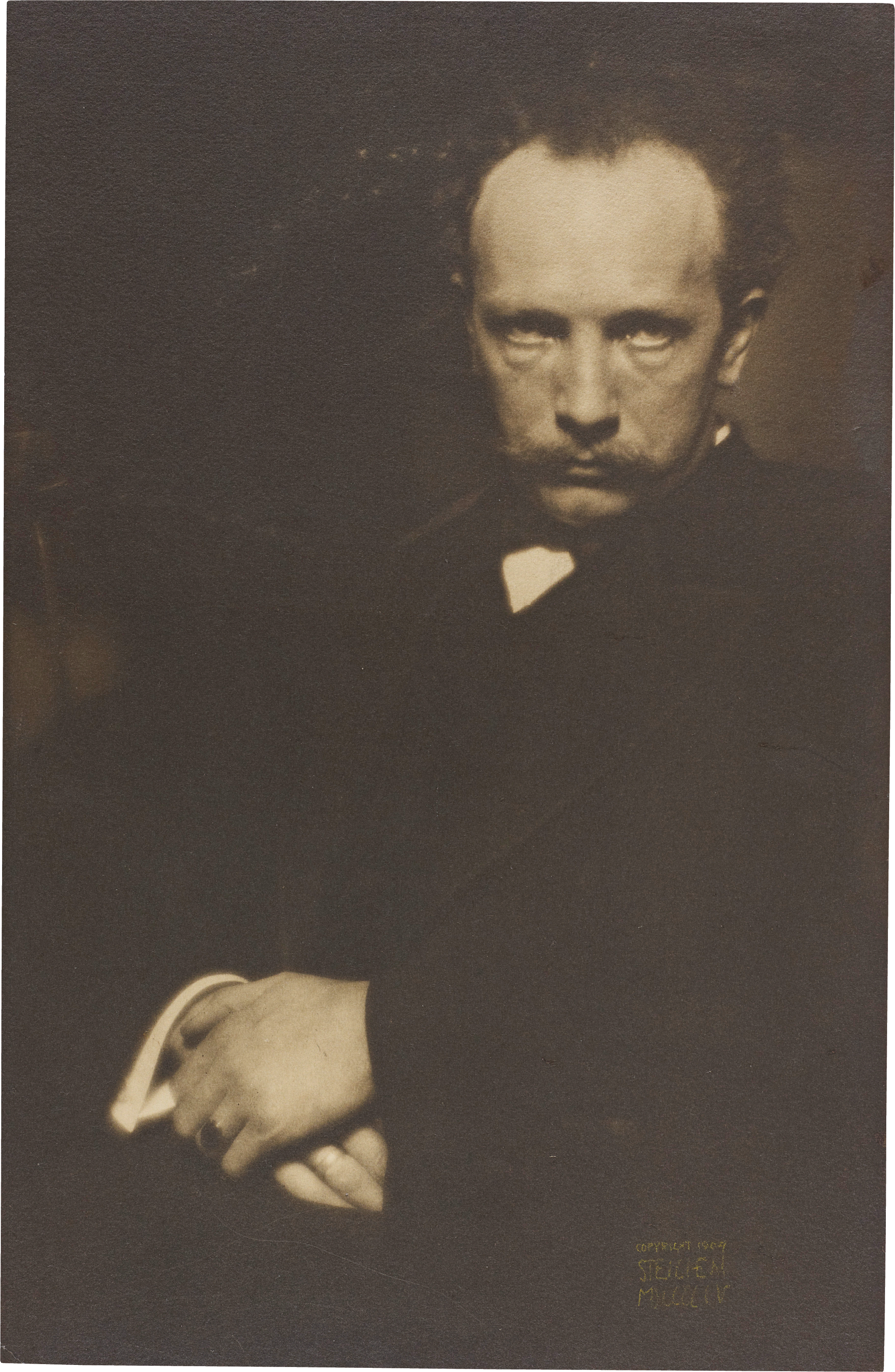
Richard Strauss 1904

Om Guntram hade en ofullbordad ouvertyr och Feuersnot inte mer än en kort introduktion, så hade Salome ingenting. Operan var ovanlig i det att ridån skulle hissas redan innan första tonen hade spelats. En fransk kritiker frågade Strauss varför Jochanaans toner var så 'banala'. Strauss svarade: "Jag ville inte behandla honom för allvarligt. Du förstår, Jochanaan är en imbecill. Jag hyser ingen sympati för den sortens människa. Från början ville jag göra honom mer grotesk." Nästan 30 år senare (5 maj 1935) skrev Strauss till Stefan Zweig: 
Jag försökte att skildra den gode Jochanaan mer eller mindre som en clown. En predikant i öknen, särskilt en som livnär sig på gräshoppor, finner jag oemotståndligt komisk. Bara av det skälet att jag redan har karikerat de fem judarna och gjort narr av Fader Herodes kände jag att jag behövdes följa kontrastens lag och komponera ett pedantiskt filisteiskt motiv för fyra horn att karaktärisera Jochanaan.
Hans aversion mot religion och dess anhängare var konstant kritisk. Om dirigenter uppehöll sig för länge och sentimentaliserade över Jochanaans skildring av Kristi båtfärd på Gennesaretsjön brukade han stampa otåligt med foten och be dem skynda på. Ändå låter Jochanaans musik väldigt kraftfull och imposant. Strauss var alltför pragmatisk i sitt komponerande för att låta sina uttalade fördomar förstöra en dramatisk karaktär. Han såg på Salome med kritisk blick och lät sig aldrig ryckas med utöver det som han själv hade skrivit in i noterna. Vad gällde Salomes slöjdans motsatte han sig all "dramatik":
Pagen måste sjungas av en kvinna, ingen tenor. /.../ Jag vill inte ha något flörtande med Herodes eller suktande vid Jochanaans fängelsehåla. Bara en stunds paus vid sidan av brunnen vid den sista drillen. Dansen bör vara rent orientalisk, så seriös och måttfull som det går, och allt igenom anständig, som om den hade utförts på en bönematta. Endast vid ciss-mollackordet ska det infinna sig en stilla rörelse och den sista 2/4 takten bör ha en lätt orgiastisk emfas. Jag har endast upplevt dansen utföras aristokratiskt och stilfullt av Frau Marie Gutheil-Schoder.
I Salome blir det exotiska kännetecknande för den atmosfär som behärskar hela operan. Det är detta som skiljer Strauss opera från de romantiska exotiska operorna (som till exempel Camille Saint-Saëns Simson och Delila, Karl Goldmarks Die Königin von Saba eller Verdis Aida):
Jag har sedan länge kritiserat de orientaliska och judiska operorna för att de saknade verklig österländsk lokalfärg och glödande sol. Behovet av detta ingav mig verkligen exotisk harmonik, som i synnerhet framställde främmande kadenser som changeant-siden,
förklarade Strauss. Wildes skådespel erbjöd honom en text som vibrerade av orgiastiska färger ("Halsbandet med fyra pärlrader", den "vackraste smaragd", de "vita påfåglarna", de "gula och ljusröda topaserna", "opalerna", som ständigt gnistrar, med en eld, "kall som is" osv). Han kände visserligen inte personligen till landet där handlingen utspelades, men under sin omfattande resa till Egypten 1892 erhöll han motsvarande intryck. Musiken i Salome framstår ofta som orientalisk och Strauss använde sig dessutom av ett nytt instrument, heckelfonen, ett slags oboe vars klang påminner om den gälla arabiska oboen. Även ljuskällan är av största betydelse för operans atmosfär. Med undantag av kysscenen är månen blek, röd eller gul, ständigt synlig hela stycket igenom.

### Ledmotiv

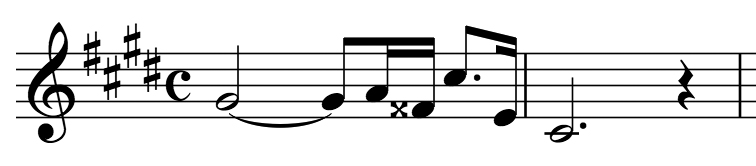
Exempel 1: Salomes ledmotiv

Musiken i Salome består till en del av ledmotiv, korta melodier med symbolisk innebörd. Några är klart associerade till personer såsom Salome och Jochanaan. Andra har mer abstrakt betydelse. En del ledmotiv, särskilt de som är knutna till Herodes, ändrar ständigt form och symbolisk mening vilket gör det meningslöst att försöka ge dem en bestämd innebörd. Strauss namngav en del motiv men inte konsekvent och har namngetts av andra personer. Dessa namn visar ofta på tvetydigheten för vissa ledmotiv. Ett ledmotiv kan av olika personer betyda såväl "rädsla" som "skala". Utöver detta finns det bestämda användningsområden i musiken, till exempel varje gång det görs en hänvisning till Salomes dans hörs en tamburin.

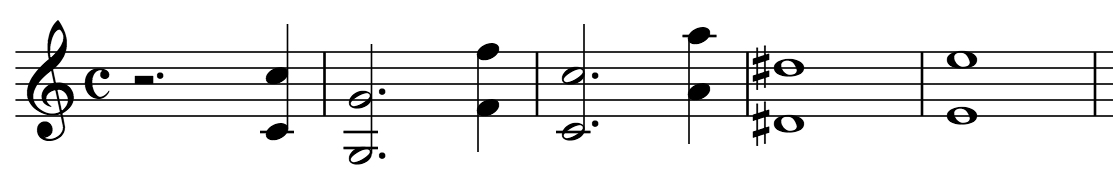
Exempel 2: Jochanaans ledmotiv

Harmoniken i operan består av utvidgad tonalitet, kromatik, ett brett spektrum av tonarter, ovanlig modulation, tonal otydlighet och polytonalitet.Några av de viktigare personerna har tonarter associerade till dem, som Salome (se Exempel 1) och Jochanaan (se Exempel 2) liksom vissa av de viktigare psykologiska ämnena såsom åtrå och döden.

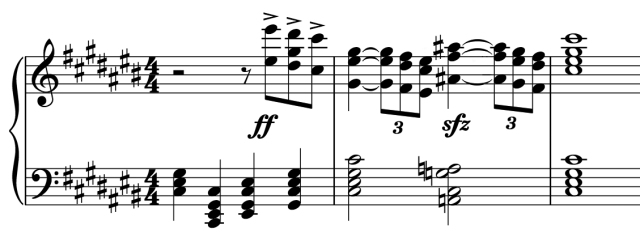
Exempel 3:Det dissonanta ackordet i slutet, markerat med sfz.

I slutscenen, efter att Salome har kysst Jochanaans avhuggna huvud, byggs musiken upp till ett dramatiskt klimax som slutar med en kadens innehållande ett väldigt dissonant och oortodoxt ackord (en takt före siffran 361 i partituret). Detta enda ackord har blivit vida omtalat. Det har kallats "det mest sjuka ackord i hela operan", en "epokgörande dissonans med vilken Strauss tar Salome till förnedringens botten", och "Dekadensens kvintessens: här trillar extasen omkull, faller ner i avgrunden". Ackordet beskrivs ofta som polytonalt med ett A7 (dominantseptimackord) i basregistret sammanslaget med ett fiss-moll i diskantregistret. Det blir del av en kadens i tonarten Ciss-dur och omsluts av ciss-ackord. Ackordet är inte bara chockerande dissonant, särskilt i dess musikaliska kontext och rika orkestrering, det har också en vidare betydelse tack vare Strauss användning av tonarter och ledmotiv (se Exempel 3).

### "Judekvintetten"
I mitten av operan utbryter ett gräl mellan fem judiska skriftlärda huruvida Jochanaan har sett Gud och om han är en helig man. Denna diskussion urartar till en kakofonisk kvintett och avbryts endast av Jochanaans röst nere i brunnen. Strauss betecknade musiken som "ren atonalitet". Hans sätt att skildra Bibelns judar speglar den grogrund som fanns för tysk antisemitism i början av 1900-talet. I operan framställs de med höga och gälla röster, inte olikt de karikatyrer som framställde de sefardiska judarna (judar företrädesvis bosatta i Polens ghetto och längre österut) på samma sätt. Ett uppbåd av stereotyper dominerar Herodes hov: sefardiska judar, Nasaréerna som sjunger i en from diatonisk stil som var vanlig för att framställa lämpliga religiösa personer i 1800-talets operor, samt den dansande Salome vars milda exotism alltför lätt (om den misstolkas) koreograferas som en liderlig striptease. Kvintettens allra högsta ton placerar Strauss (omedvetet eller medvetet) på ordet "beschnitten" (omskuren).

## Roller
| Roller                                   | Stämma                                   | Rollbesättning vid premiären 8 december 1905 Dirigent: Ernst von Schuch | Rollbesättning vid svenska premiären 14 april 1908 Dirigent: Armas Järnefelt |
| ---------------------------------------- | ---------------------------------------- | ----------------------------------------------------------------------- | ---------------------------------------------------------------------------- |
| Salome                                   | Sopran                                   | Marie Wittich                                                           | Anna Oscàr                                                                   |
| Herodes, tetrark i Galileen              | Tenor                                    | Karel Burian                                                            | Sven Nyblom                                                                  |
| Herodias, Salomes mor och Herodes hustru | Mezzosopran                              | Irene von Chavanne                                                      | Julia Claussen                                                               |
| Jochanaan (Johannes Döparen)             | Baryton                                  | Karl Perron                                                             | John Forsell                                                                 |
| Narraboth, kapten i vaktgardet           | Tenor                                    | Rudolf Ferdinand Jäger                                                  | David Stockman                                                               |
| Herodias page                            | Mezzosopran                              | Riza Eibenschütz                                                        | Anna Edström                                                                 |
| Förste juden                             | Tenor                                    | Hans Rüdiger                                                            | Henning Malm                                                                 |
| Andre juden                              | Tenor                                    | Hans Saville                                                            | Fredrik Ericson                                                              |
| Tredje juden                             | Tenor                                    | Georg Grosch                                                            | Max Strandberg                                                               |
| Fjärde juden                             | Tenor                                    | Anton Erl                                                               | Olle Strandberg                                                              |
| Femte juden                              | Bas                                      | Léon Rains                                                              | Emile Stiebel                                                                |
| Förste nasaréen                          | Bas                                      | Theodor Kruis                                                           | Åke Wallgren                                                                 |
| Andre nasaréen                           | Tenor                                    | Friedrich Plaschke                                                      | Birger Schweback                                                             |
| Förste soldaten                          | Baryton                                  | Franz Nebruschka                                                        | Martin Oscàr                                                                 |
| Andre soldaten                           | Bas                                      | Hans Erwin                                                              | Ernst Svedelius                                                              |
| En kappadocier                           | Bas                                      | Ernst Wachter                                                           | Thor Mandahl                                                                 |
| En slav                                  | Sopran/tenor (Strauss specificerar inte) | Maria Keldorfer                                                         | Fru Fritzohn                                                                 |

## Handling
Speltid: ca 1 tim 40 min

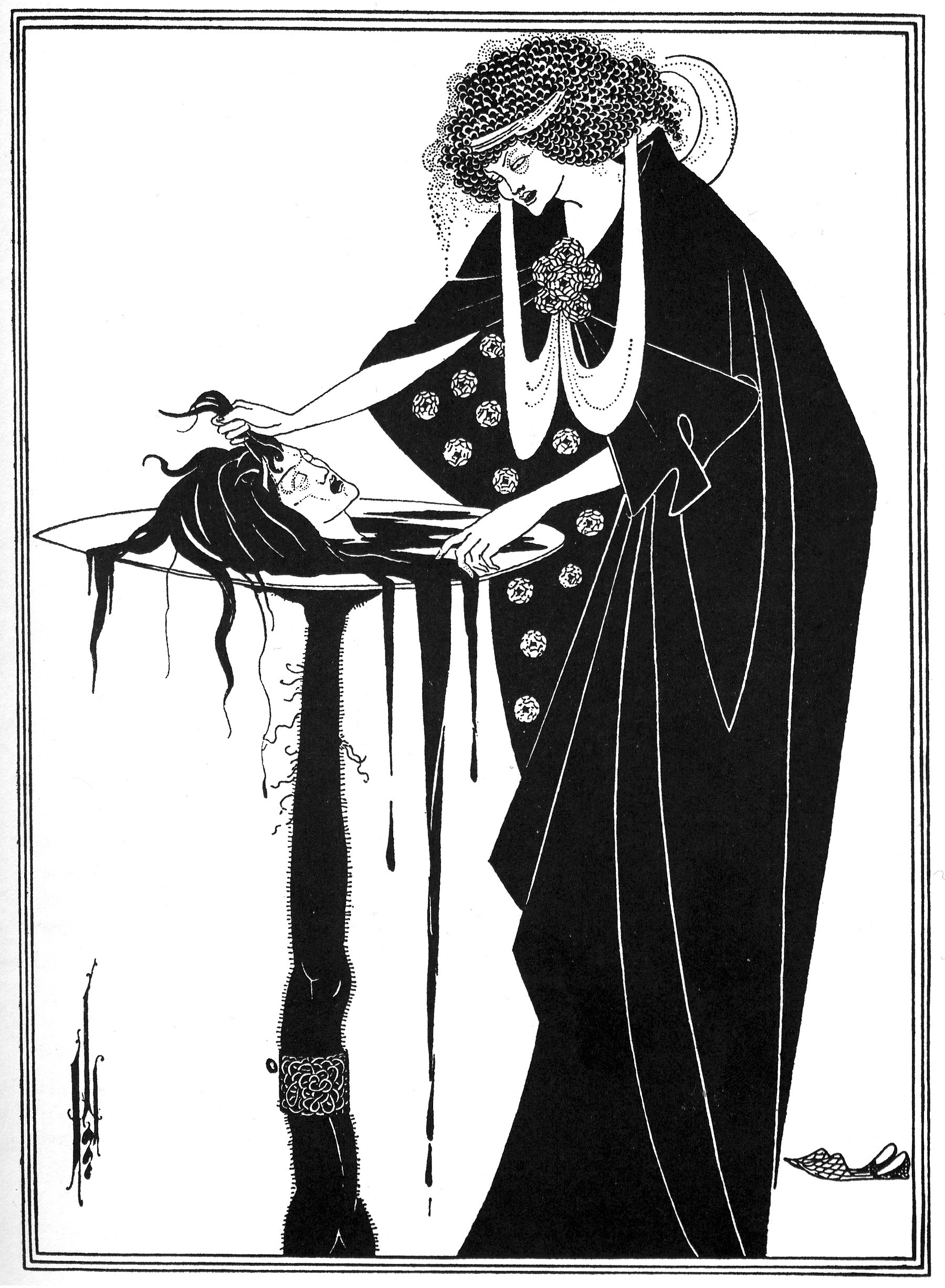
Salome med Johannes Döparens avhuggna huvud. Teckning av Aubrey Beardsley 1894.

Operan bygger på bibelberättelsen om Johannes döparens död, och är förlagd till Galileen cirka år 30. 
Det är fest i Herodes palats. Ute på den månbelysta terrassen står den unge syriske soldaten Narraboth, kapten för kung Herodes livgarde, och tittar hänryckt in på Salome ("Wie schön ist die prinzessin Salome heute nacht!"). Han och de övriga soldaterna kan inte undgå att se hur även hennes styvfar ser på henne med lystna blickar. Drottning Herodias page uppmanar förgäves Narraboth att låta bli att stirra på den unga prinsessan inne i bankettsalen, eftersom pagen anar att inget gott kan komma av hans förälskelse. Från festsalen hörs bråk och gräl från de judiska skriftlärda, men från den djupa cisternen under terrassen ljuder den fångne profeten Jochanaans stämma. Han förkunnar att det efter honom skall komma en som är starkare. Några av soldaterna tror att Jochanaan är vansinnig, andra beundrar honom för att han vågar stå för sin tro.
Herodes närmanden har blivit mer än Salome står ut med och hon kommer ut på terrassen och njuter av den friska kvällsluften ("Ich will nicht bleiben. Ich kann nicht bleiben"). Hon äcklas av hela atmosfären, av sin mor och av sin farbror och styvfar, men hon är ändå redan helt fördärvad av det dekadenta livet vid hovet. När hon hör Jochanaans stämma blir hon nyfiken och ber att få se honom. Soldaterna har förbjudits att släppa ut profeten, men Narraboth är så förälskad i Salome att han faller för hennes övertalningar och befaller att Jochanaan skall hämtas upp till prinsessan. Den av fångenskapen utmattade profeten förs upp och alla betraktar honom med spänning medan han fördömer regentparets omoraliska leverne. Salome blir helt betagen av honom, samtidigt som känner motvilja mot honom ("Er ist schrecklig, Er ist wirklich schrecklich!"). Jochanaan frågar vem hon är och råder henne sedan att gå ut i öknen och uppsöka Människosonen, som är den enda vägen till frälsning. Driven av sin lidelse vill hon kyssa profeten som förfärat värjer sig mot henne. Narraboth ser sina förhoppningar krossas och begår självmord. Men Salome låter sig inte hejdas utan skriker om och om igen att hon vill kyssa Jochanaan. Profeten återvänder värdigt till sin cistern efter att ha utslungat en förbannelse över henne. 
Nu kommer också Herodes ut på terrassen, följd av Herodias och hovet ("Wo ist Salome? Wo ist die Prinzessin?"). Herodias gör allt hon kan för att vända bort hans uppmärksamhet från Salome. När Herodes ser Narraboths lik och får veta vad som skett får han onda föraningar. Han fjäskar för Salome, som knappast märker honom. Vad han än föreslår avböjer hon. Men nu ljuder åter Jochanaans stämma, och Herodias anser att han borde avrättas. Herodes har emellertid respekt för Jochanaan som han betraktar som en stor profet som skådat Gud. Detta utlöser ett religiöst gräl mellan de fem judarna, men Jochanaans röst ljuder ånyo och avbryter dem. Två unga nasaréer berättar om en man som uträttar underverk i deras hembygd och att den utlovade Messias redan finns bland dem, eftersom han har uppväckt döda. Herodes är skräckslagen vid tanken på att de döda skall vända tillbaka, och han fylls av onda aningar, då han hör profetens domedagsförkunnelser. Herodias blir rasande över Jochanaans tillvitelser, men Herodes kan se att profetens ord har gjort intryck på Salome.
För att avleda hennes tankar från Jochanaan ber Herodes Salome att dansa. Salome vill inte, och Herodias avråder henne, men Herodes envisas och lovar att uppfylla alla hennes önskningar om hon bara dansar. Som belöning för "de sju slöjornas dans" önskar sig Salome Jochanaans huvud på ett silverfat. Herodes blir utom sig av fasa och erbjuder henne vad som helst för att hon skall ändra sig. Men Salome, understödd av Herodias står på sig, och till sist måste Herodes ge vika. Bödeln går ner i cisternen, och Salome lyssnar nyfiket till vad som försiggår där nere, halvt vansinnig av otålighet. Till sist sträcks en väldig arm upp med Jochanaans huvud på ett fat. Hänryckt böjer sig prinsessan över huvudet och kysser dess mun ("Du wolltest mich nicht deinen Mund küssen lassen"). Herodes kan inte längre styra sin vämjelse. Han befaller soldaterna att dräpa Salome, och de kastar sig över henne och krossar henne mellan sina sköldar.

## Orkesterbesättning
- Träblåsinstrument

3 tvärflöjter, piccoloflöjt, 2 oboer, Engelskt horn, Heckelfon, 2 klarinetter i a, 2 klarinetter i b, basklarinett, 3 fagotter, kontrafagott
- Bleckblåsinstrument

6 horn, 4 trumpeter, 4 tromboner, tuba
- Slagverk

Pukor, bastrumma, tamtam, cymbaler, virveltrumma, klockspel, xylofon, tamburin, kastanjetter, triangel
- Stråkar

2 harpor, Violin I (16), Violin II (16), Viola (10), Cello (10), Kontrabas (8)
- Klaverinstrument

Celesta, harmonium (scenmusik), orgel (scenmusik)

## Salome på Stockholmsoperan i december 2013

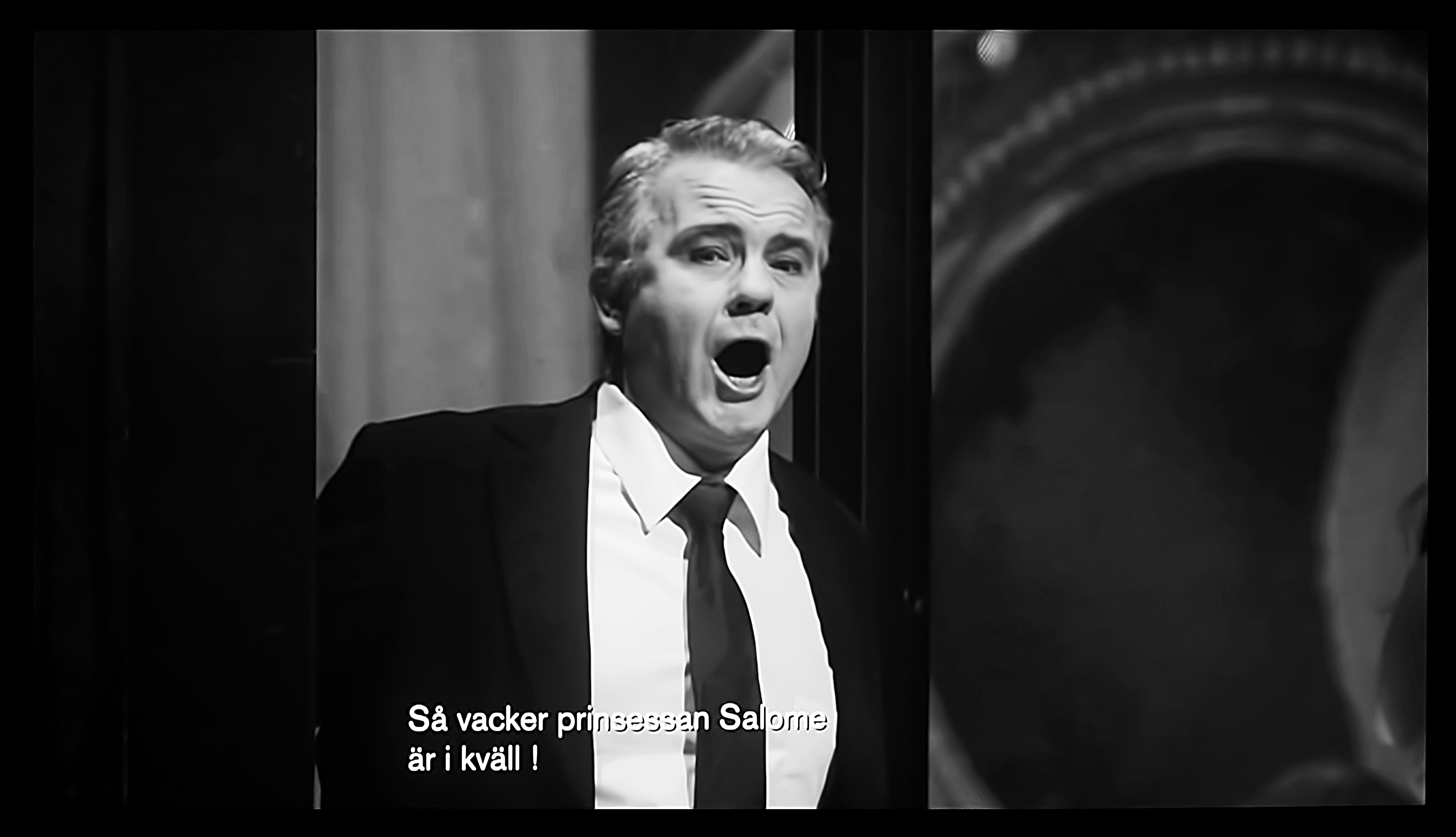
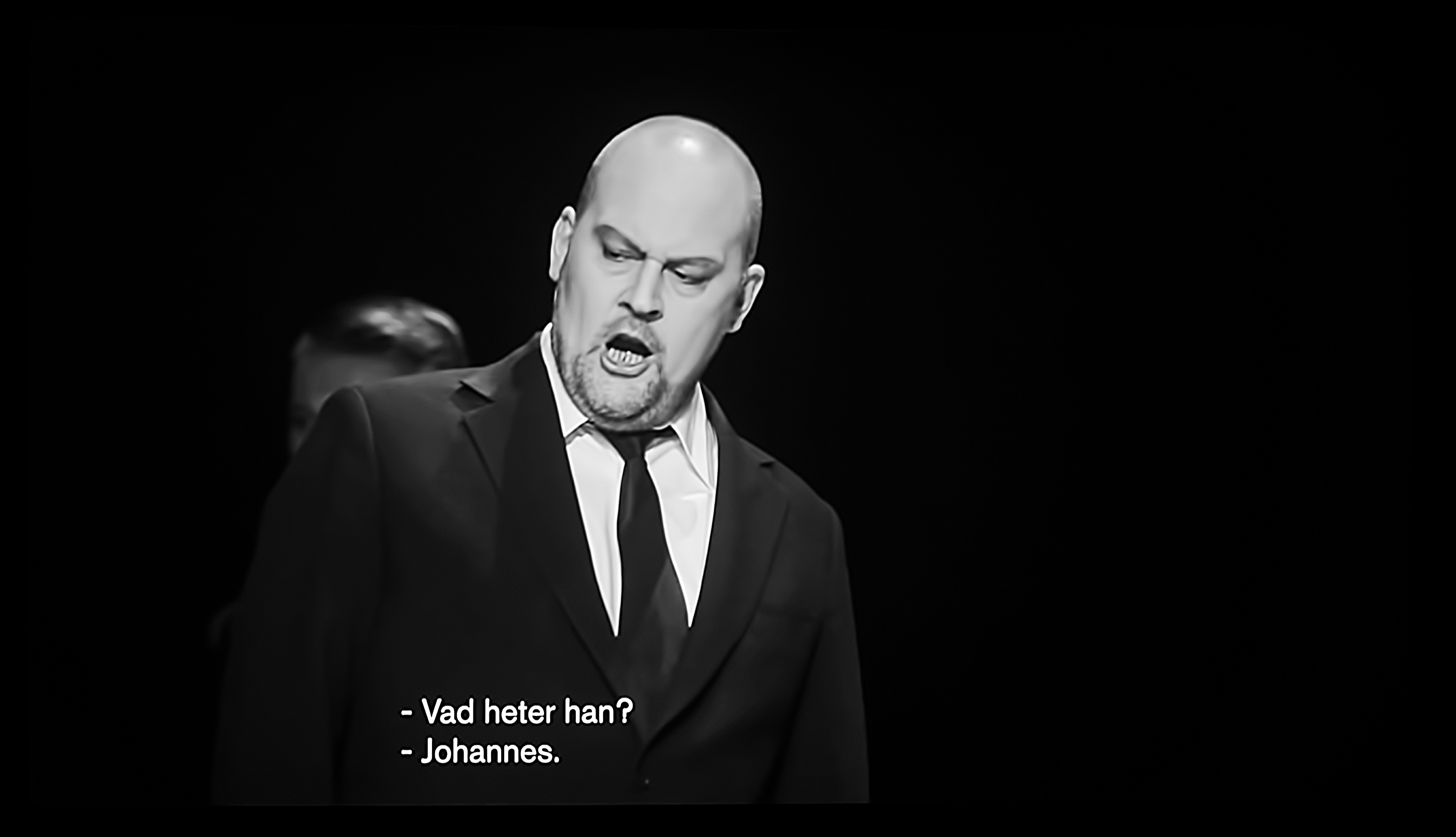
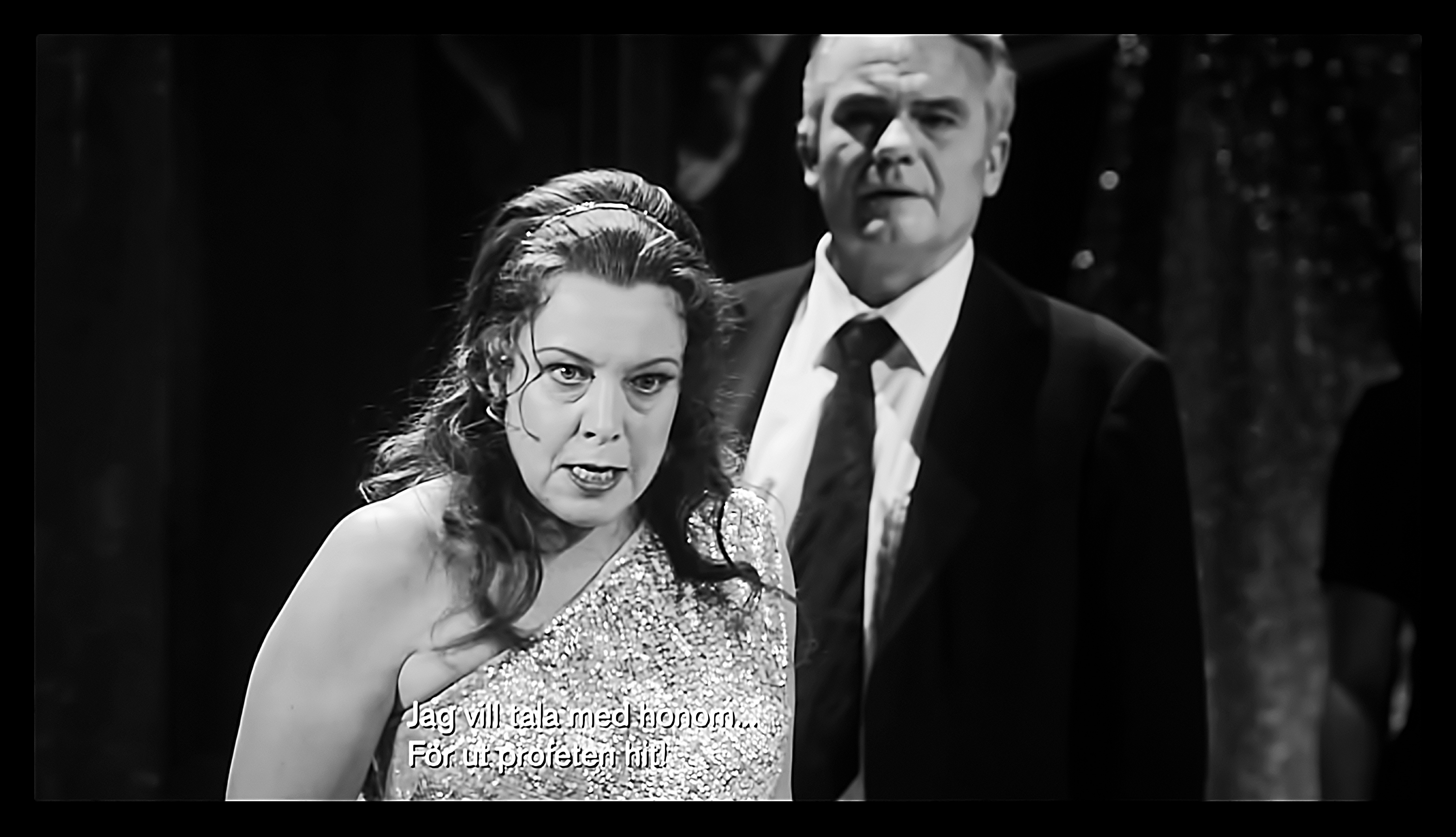
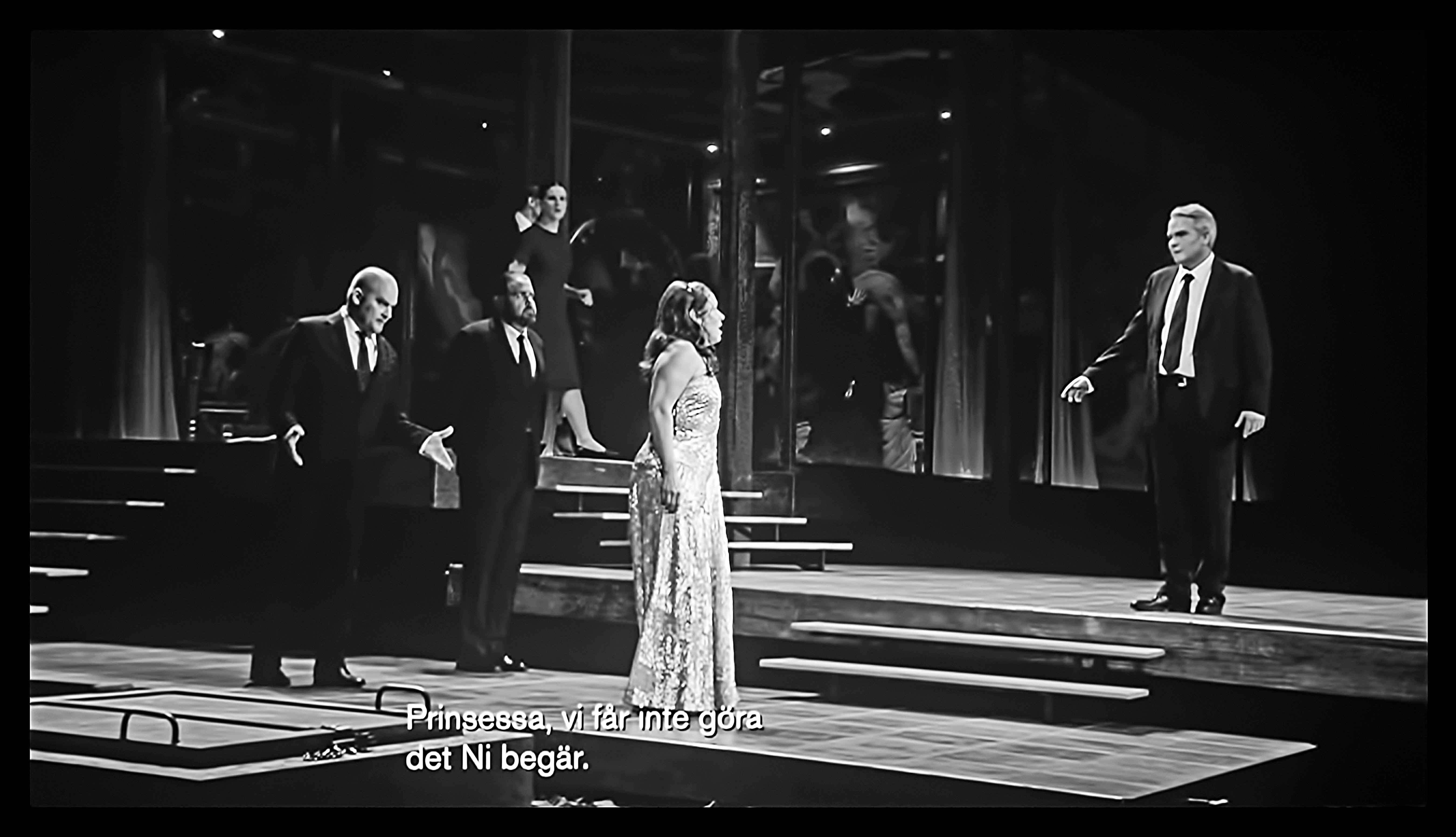
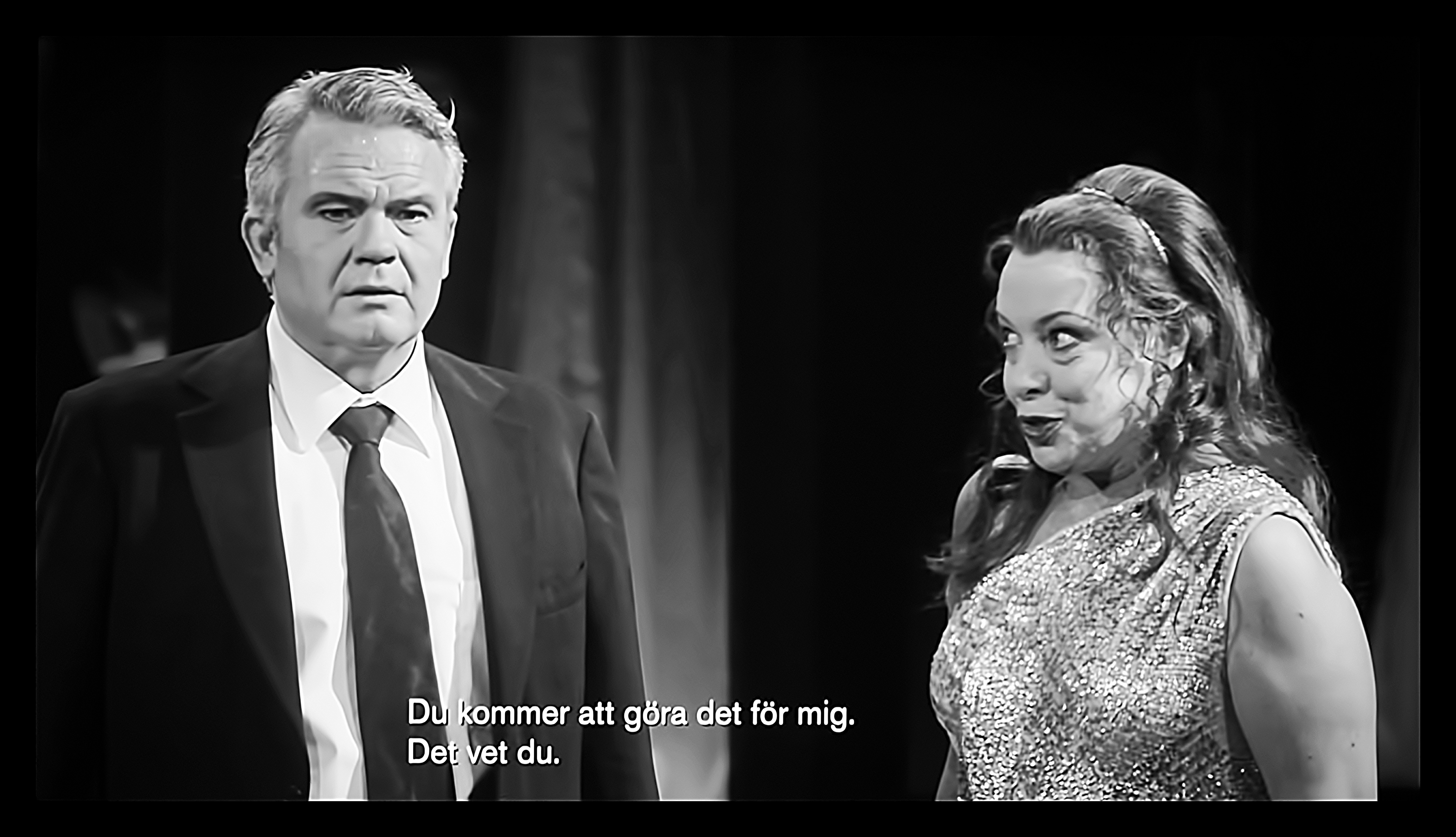
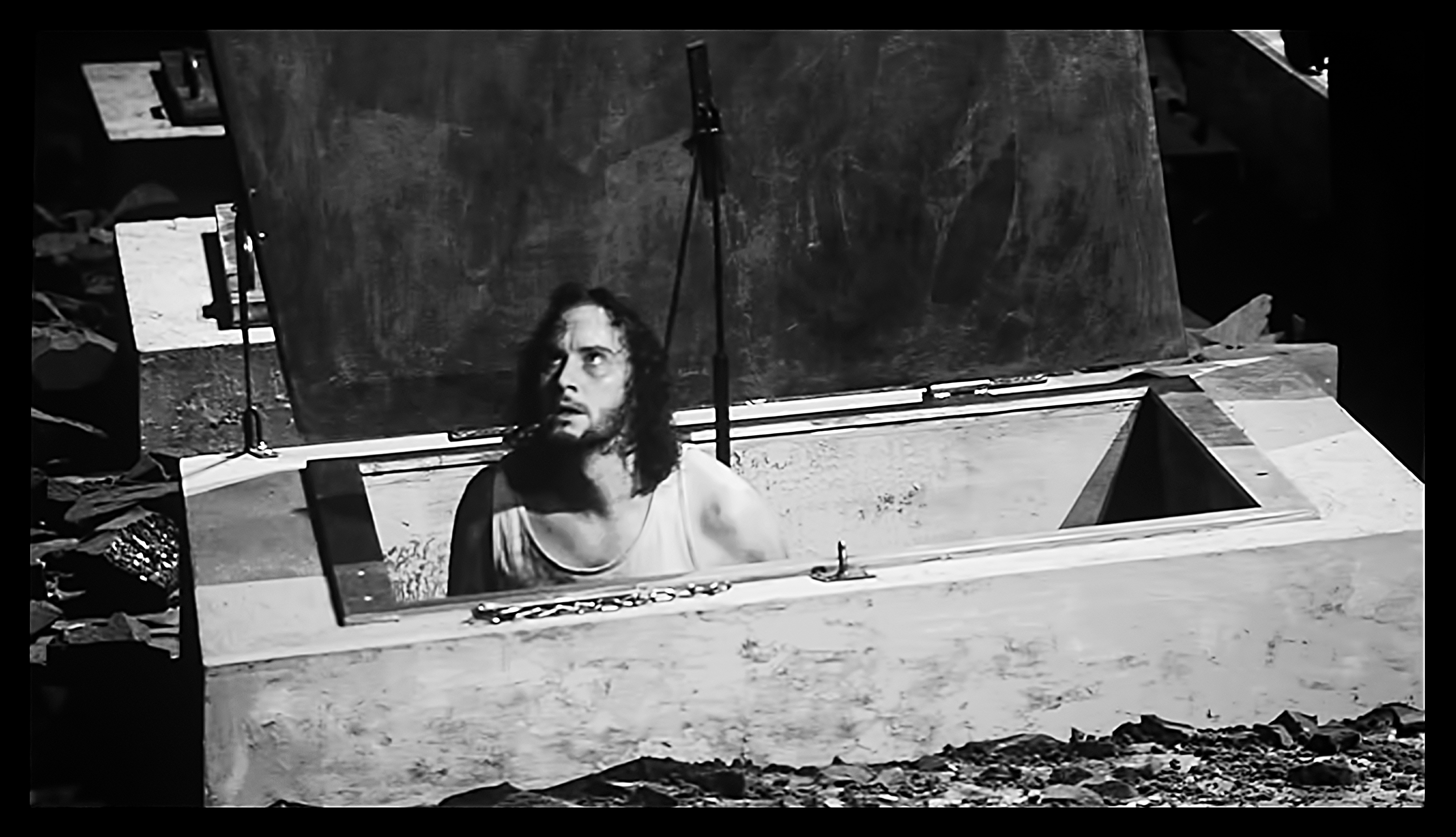
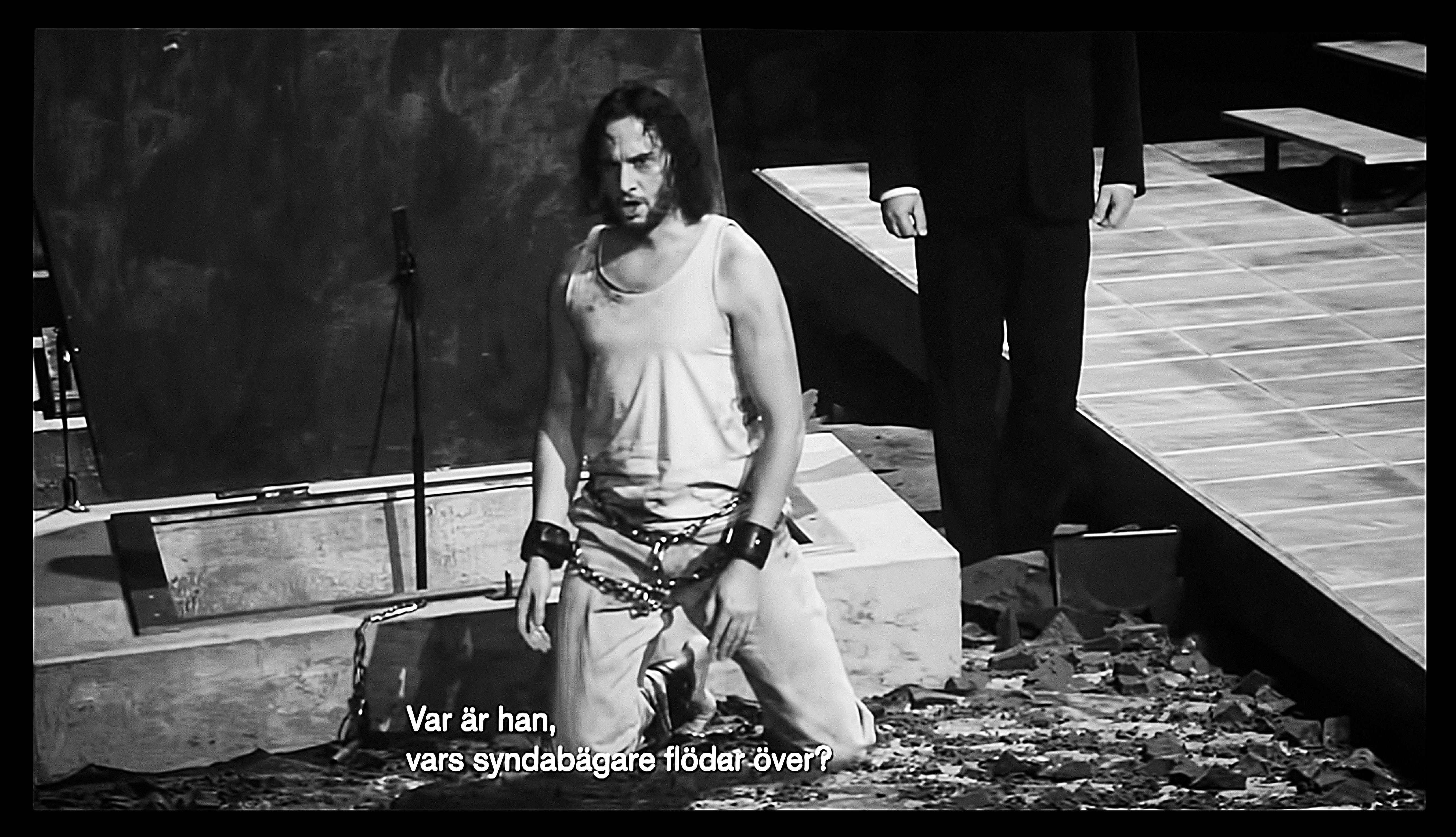
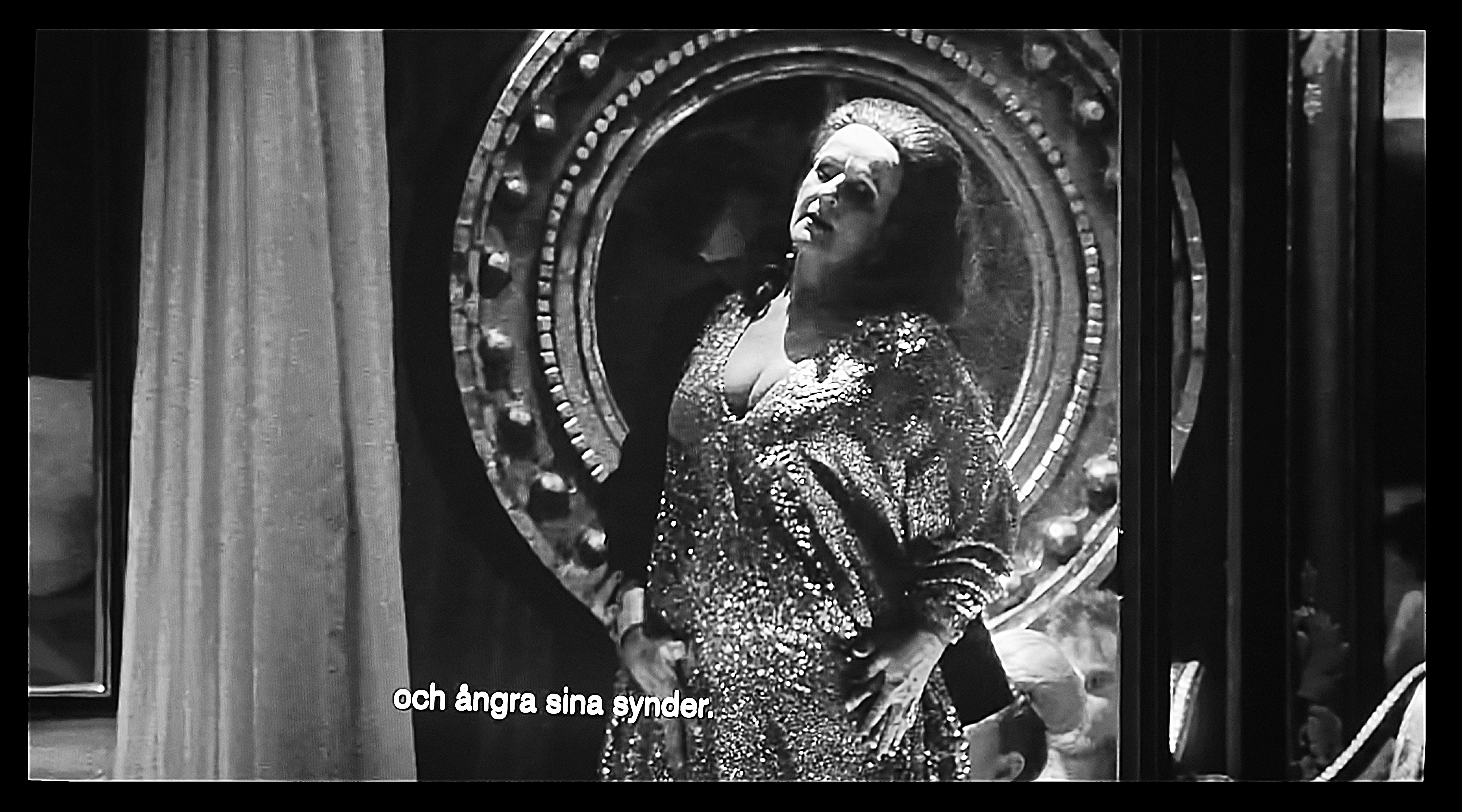
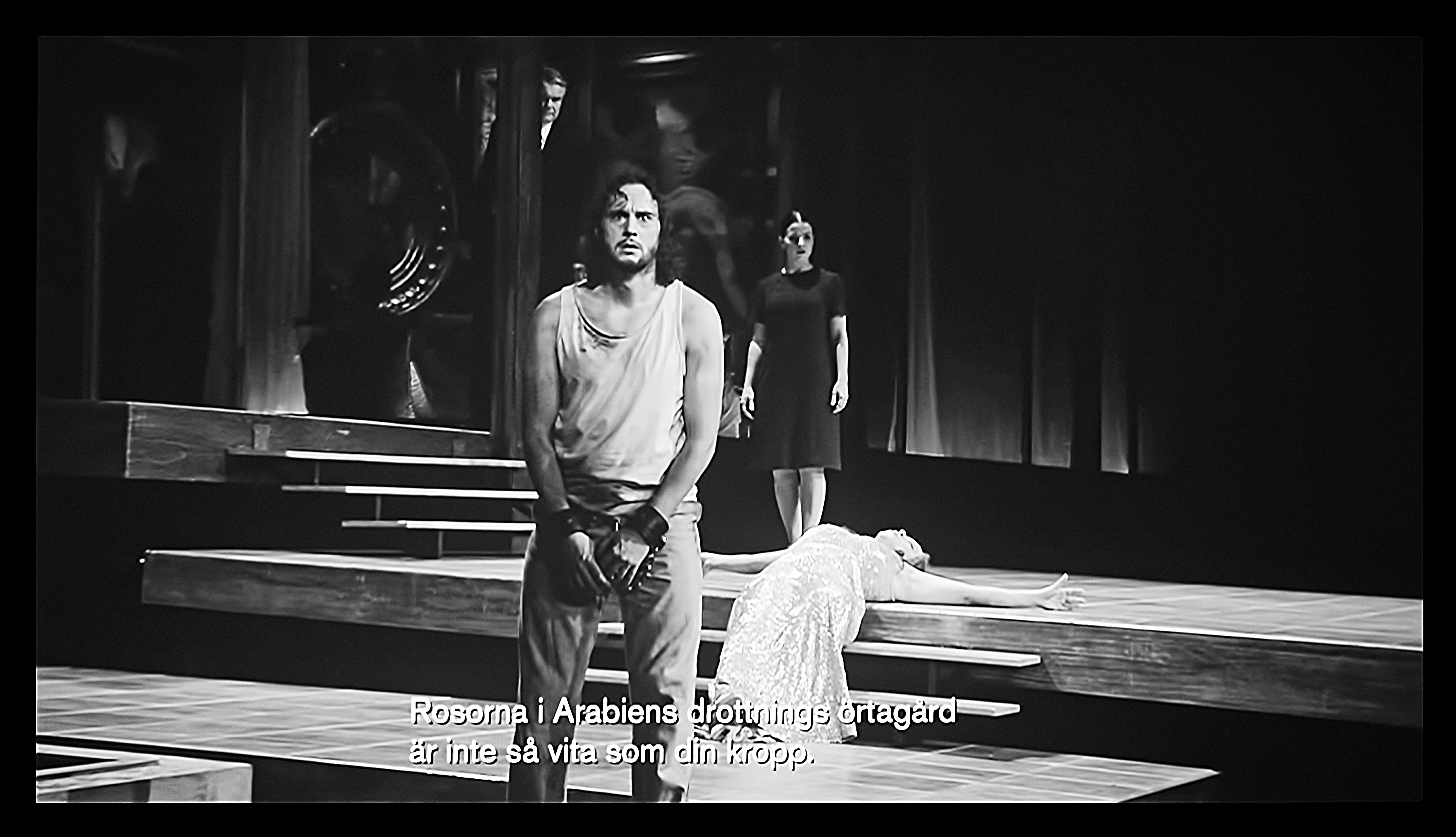
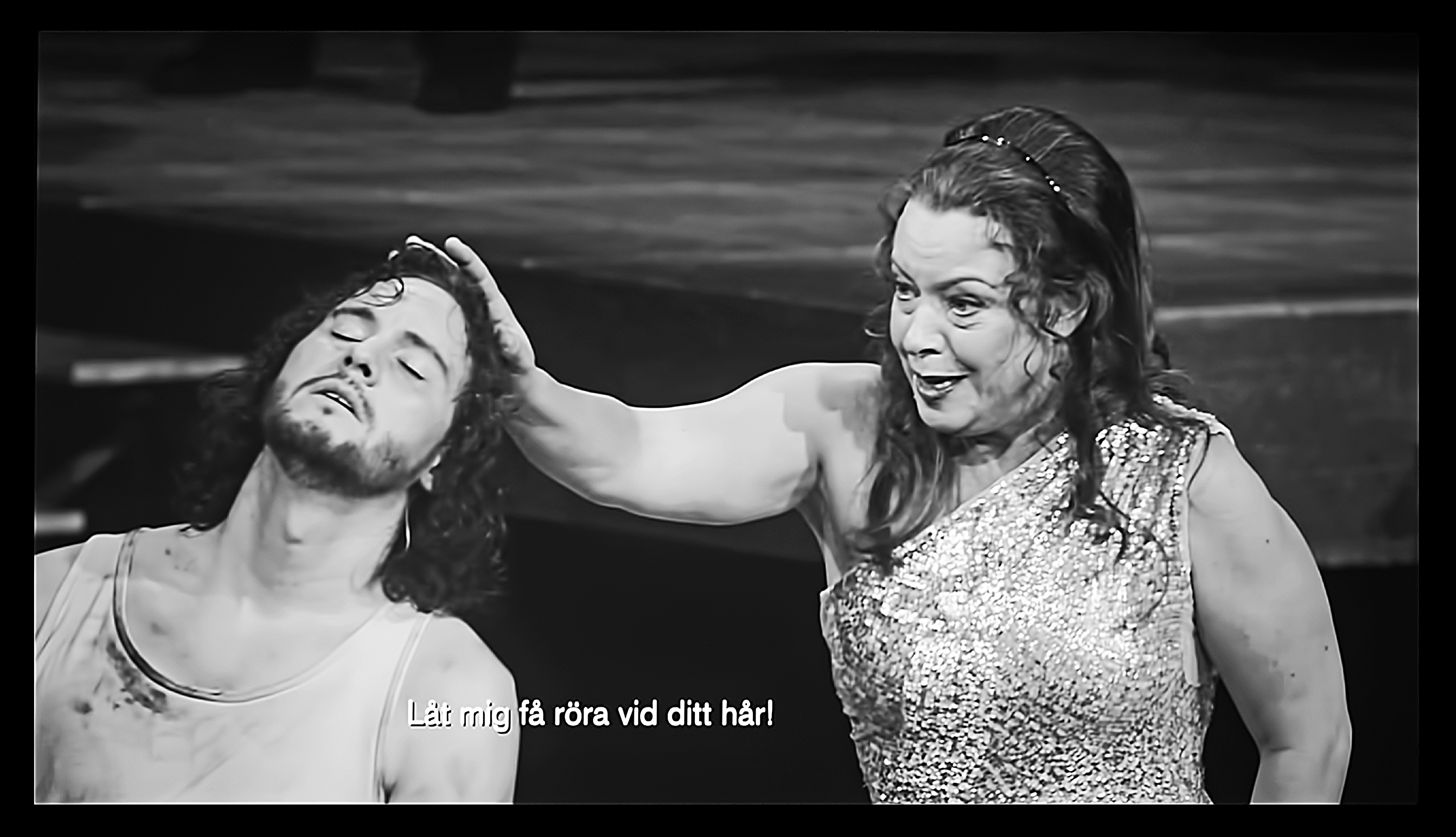
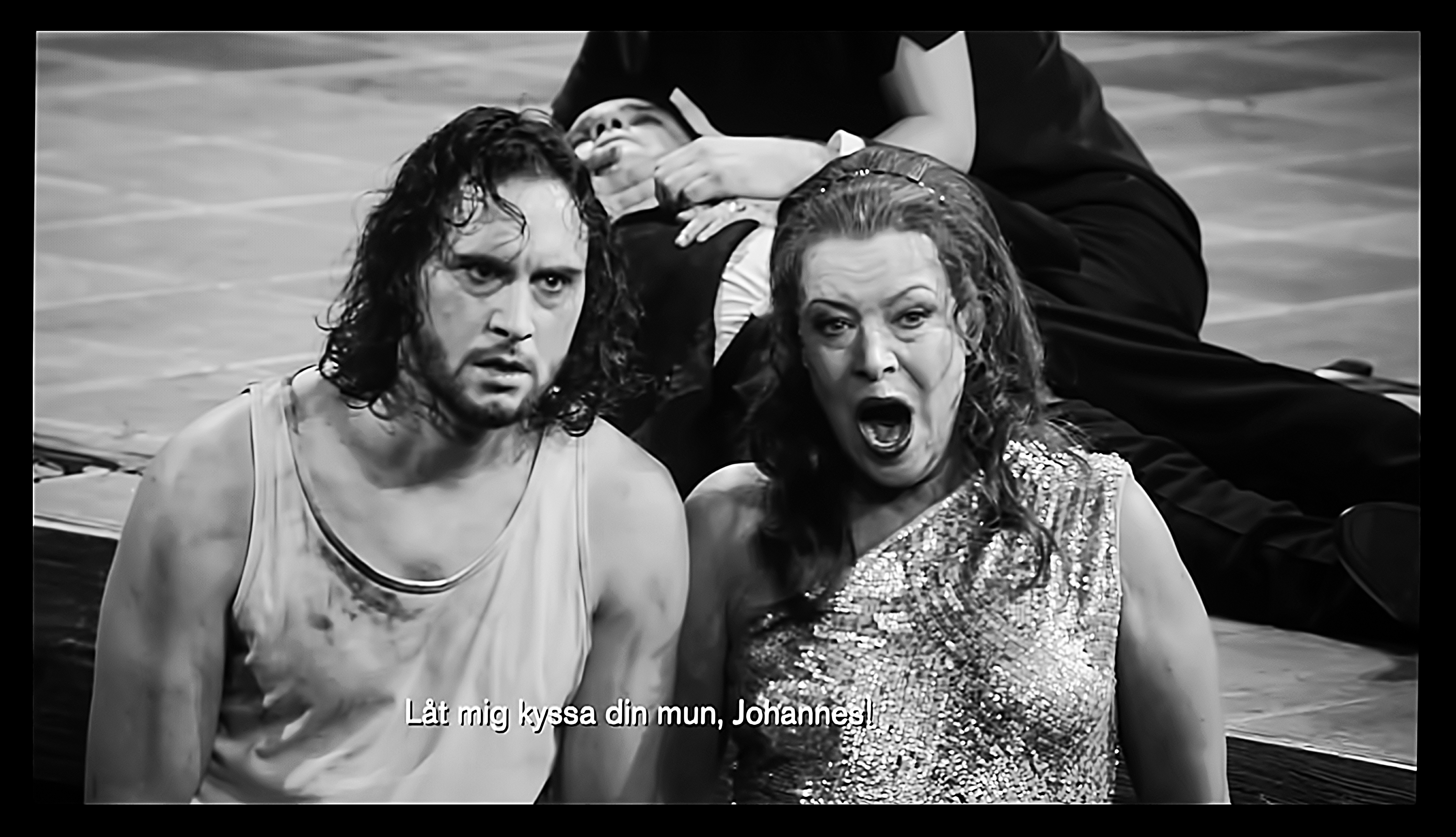
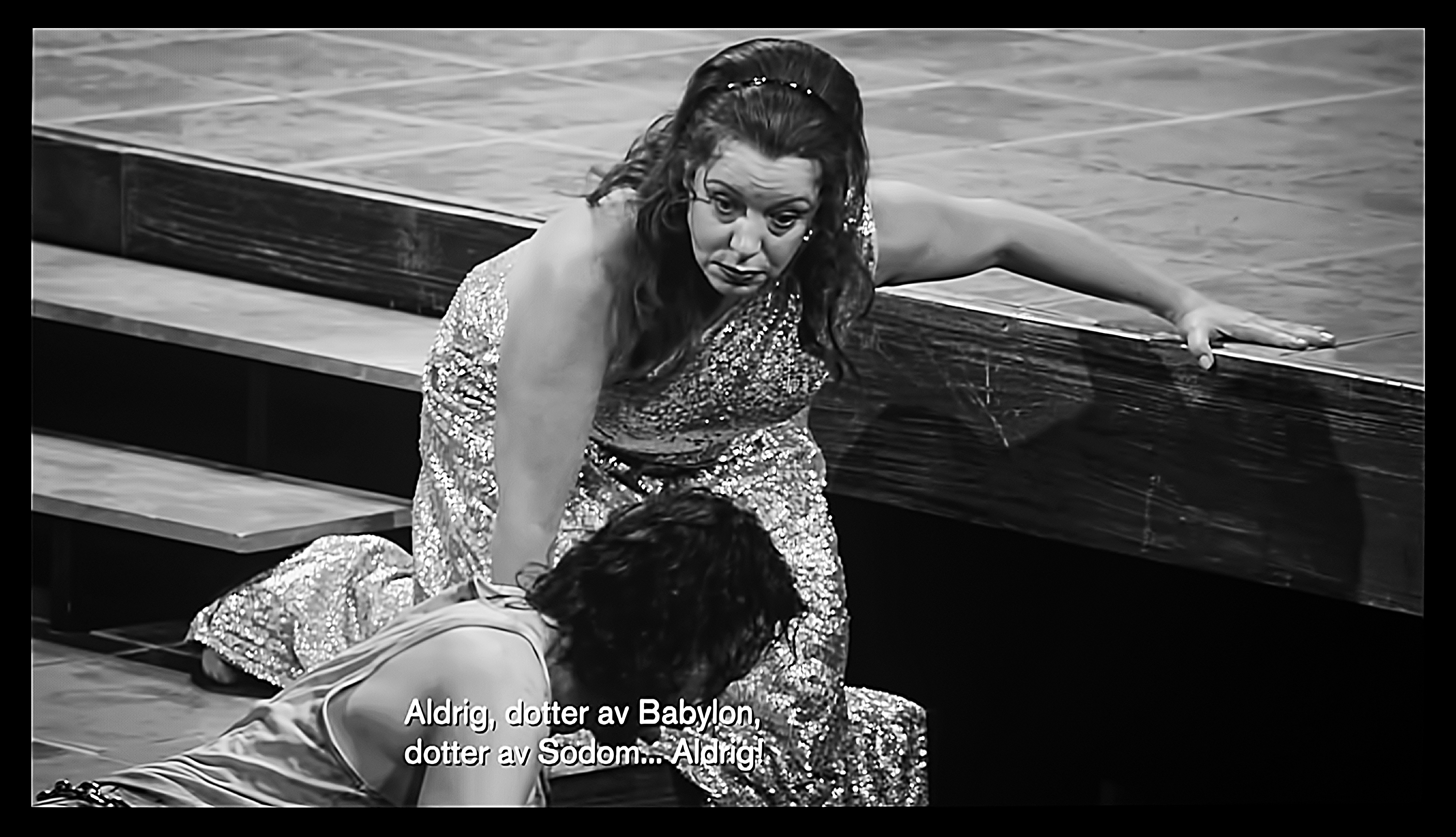
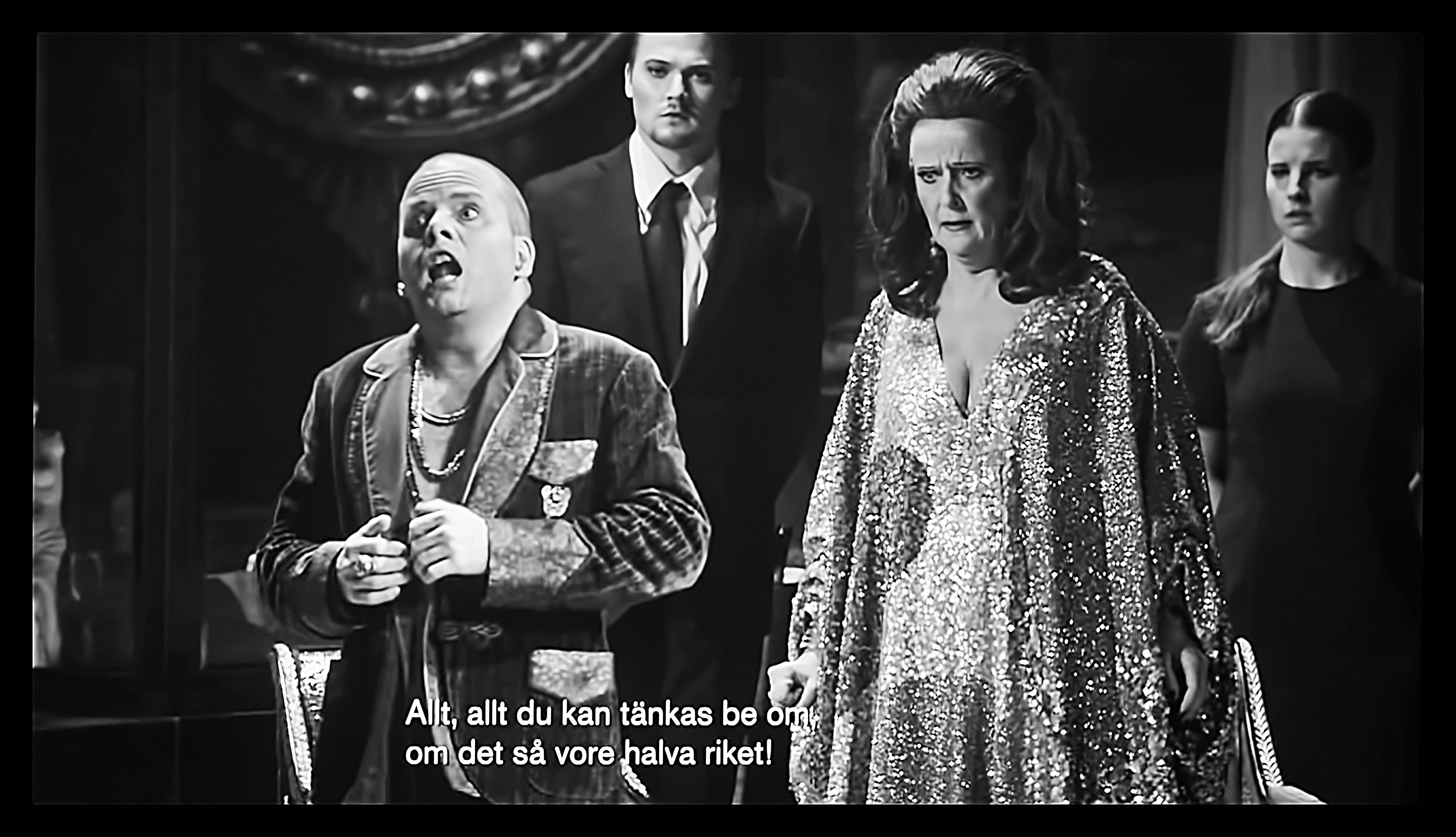
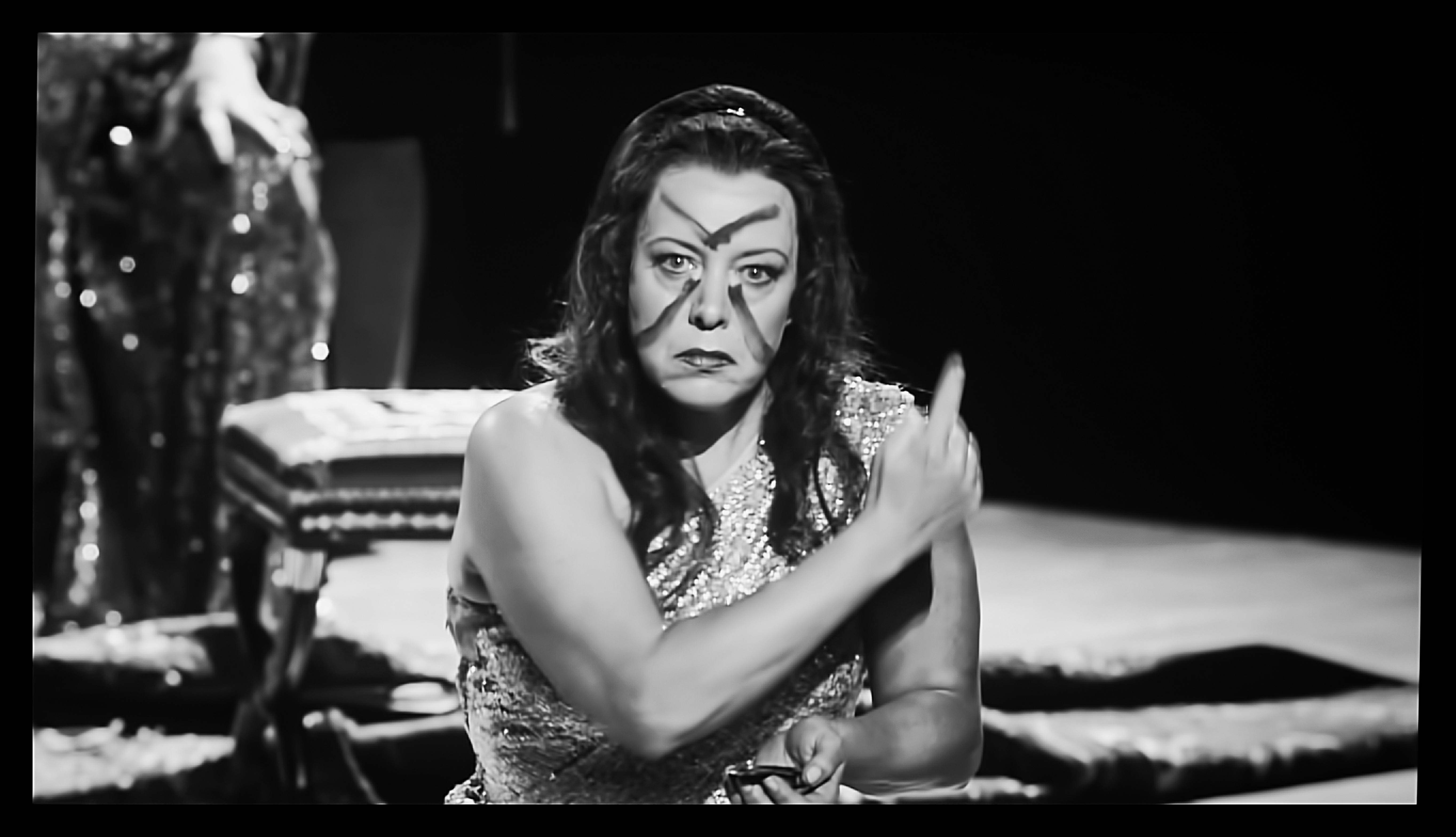
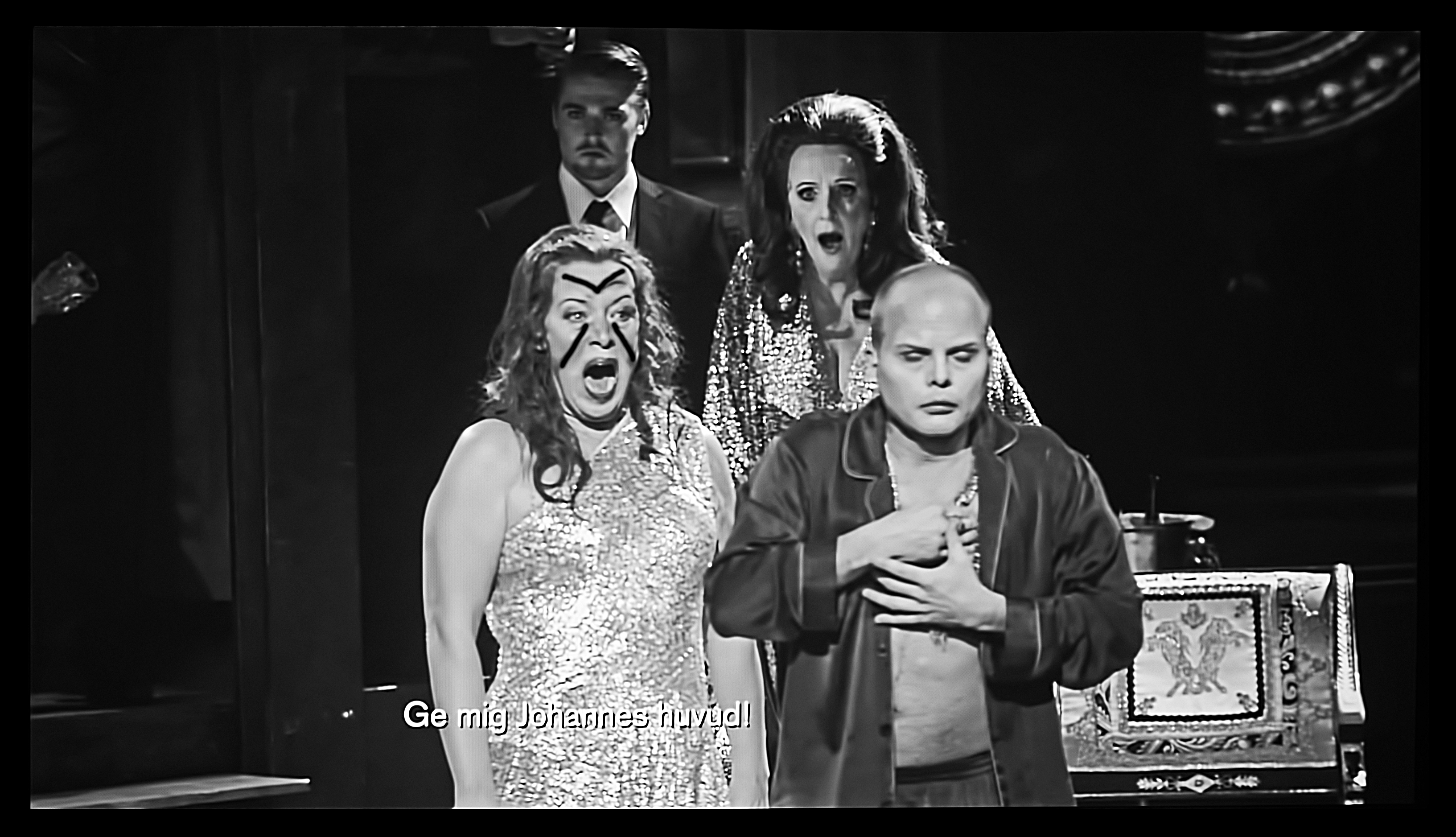
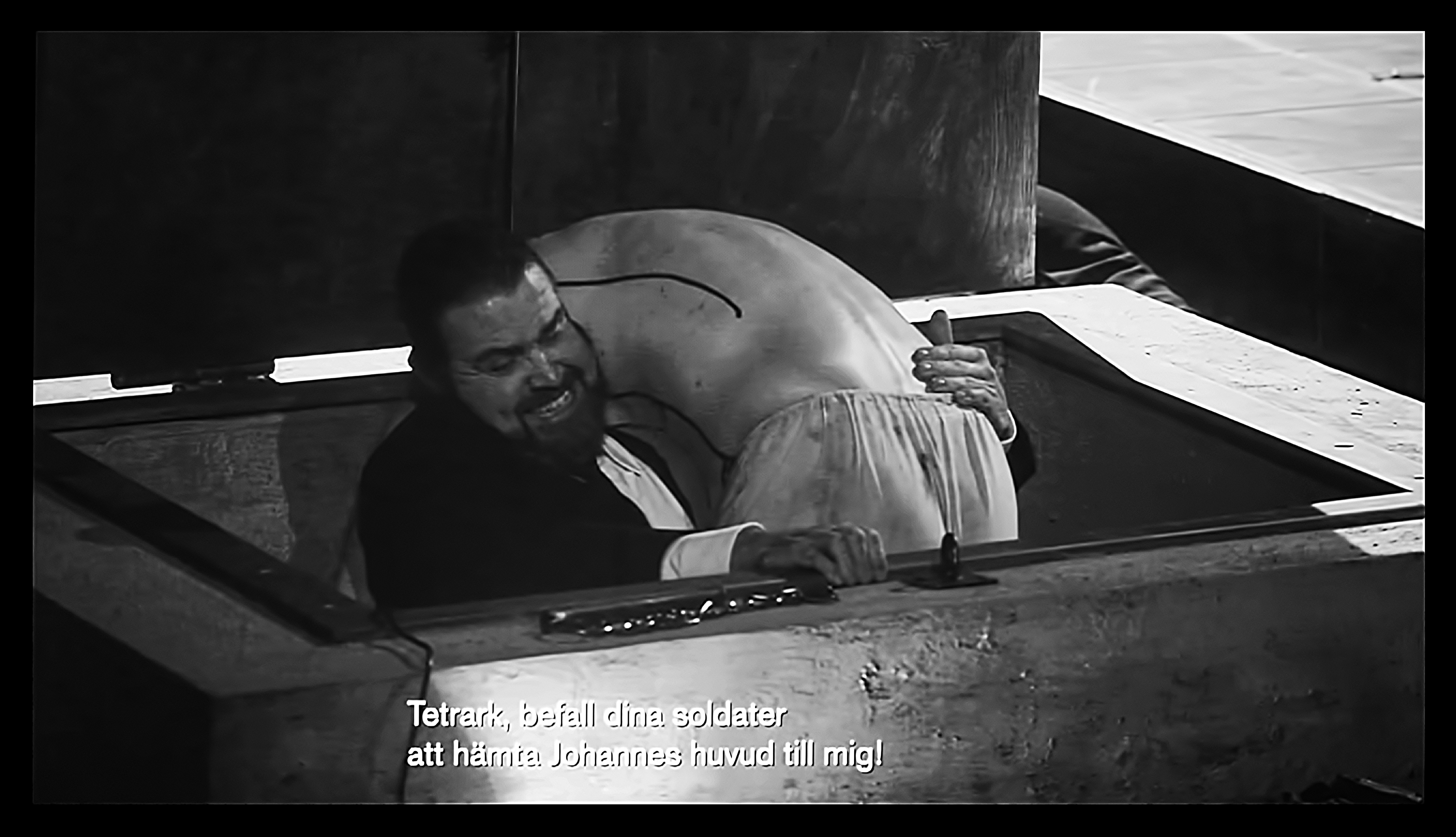
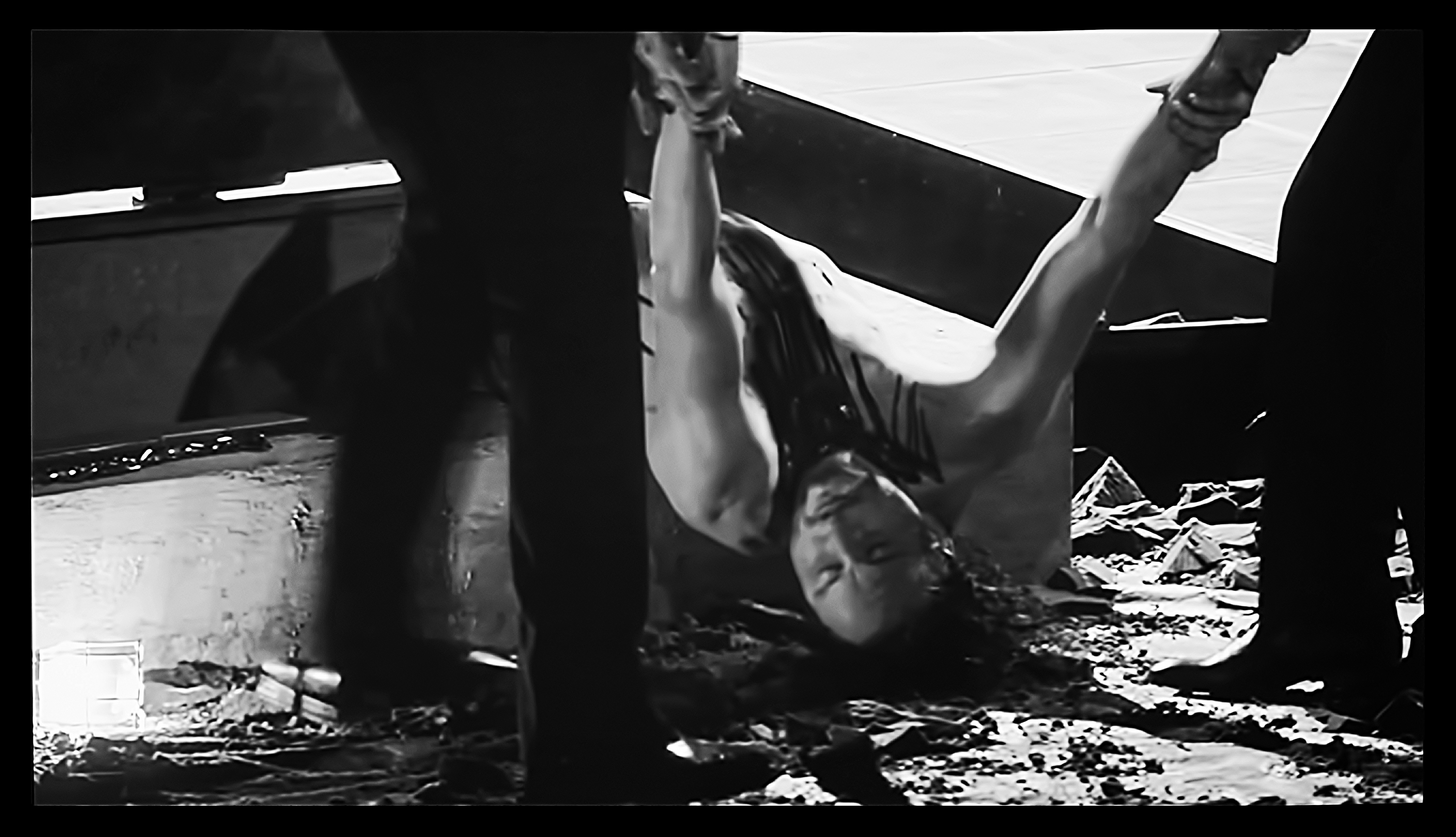
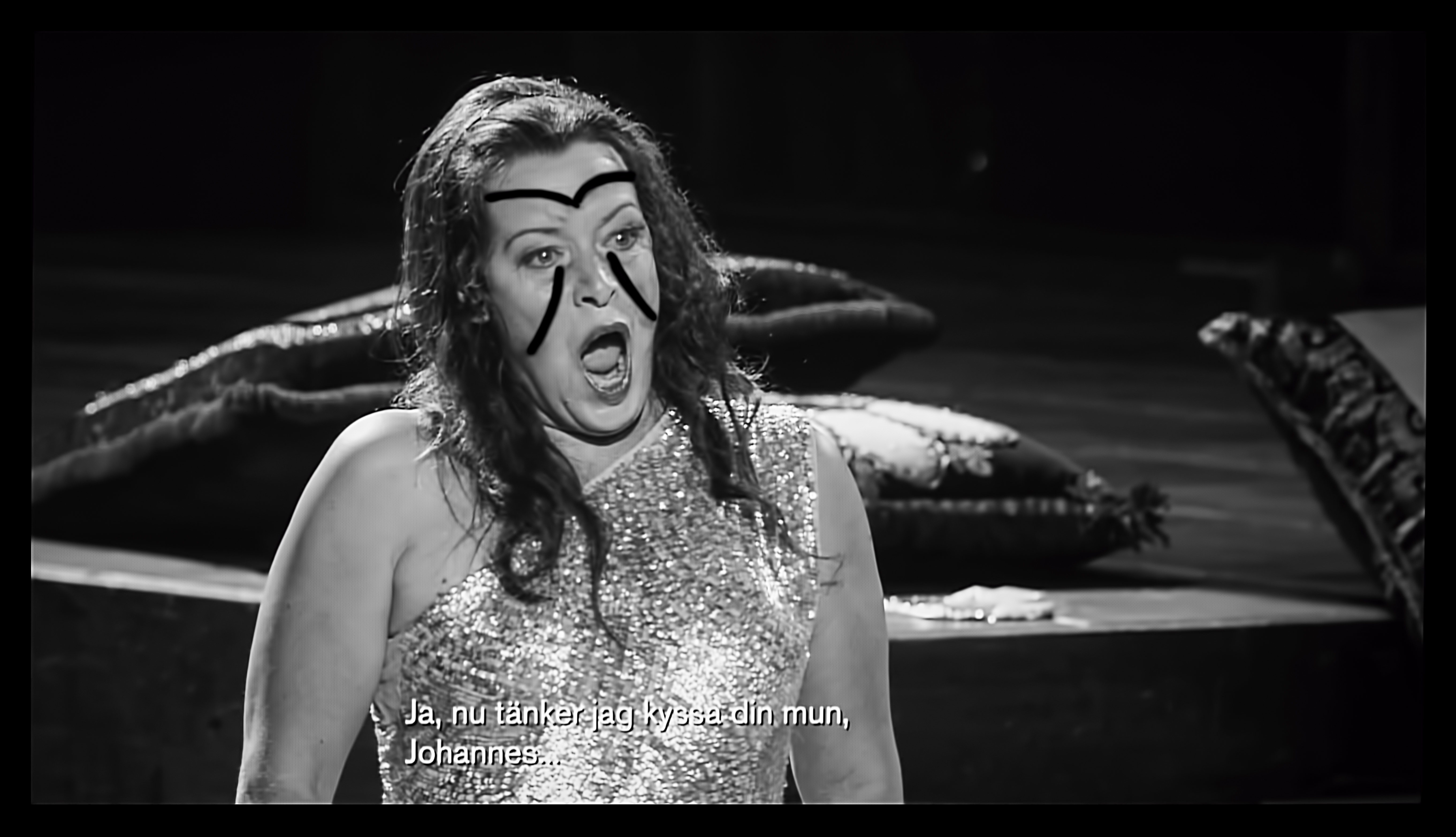
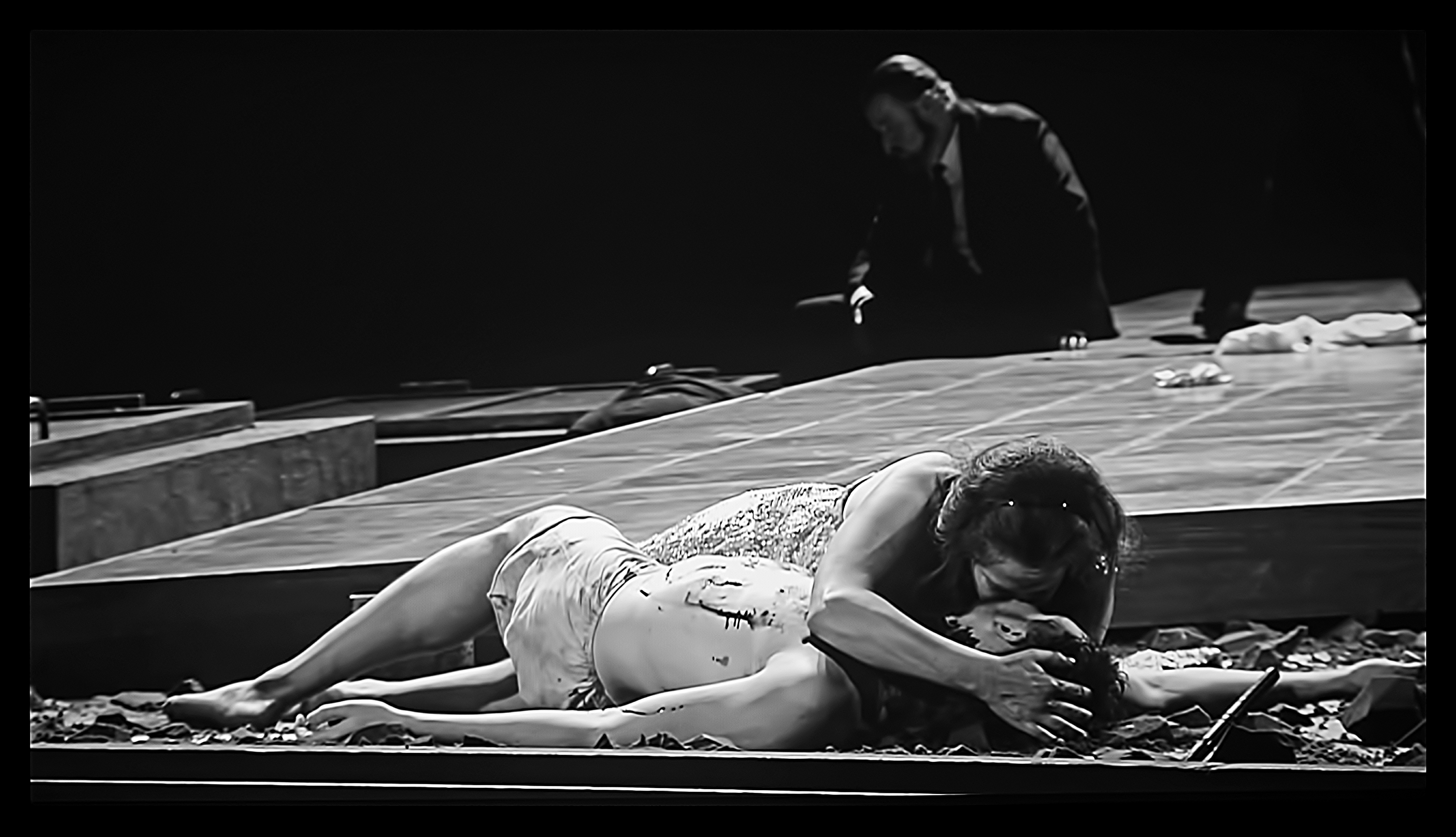
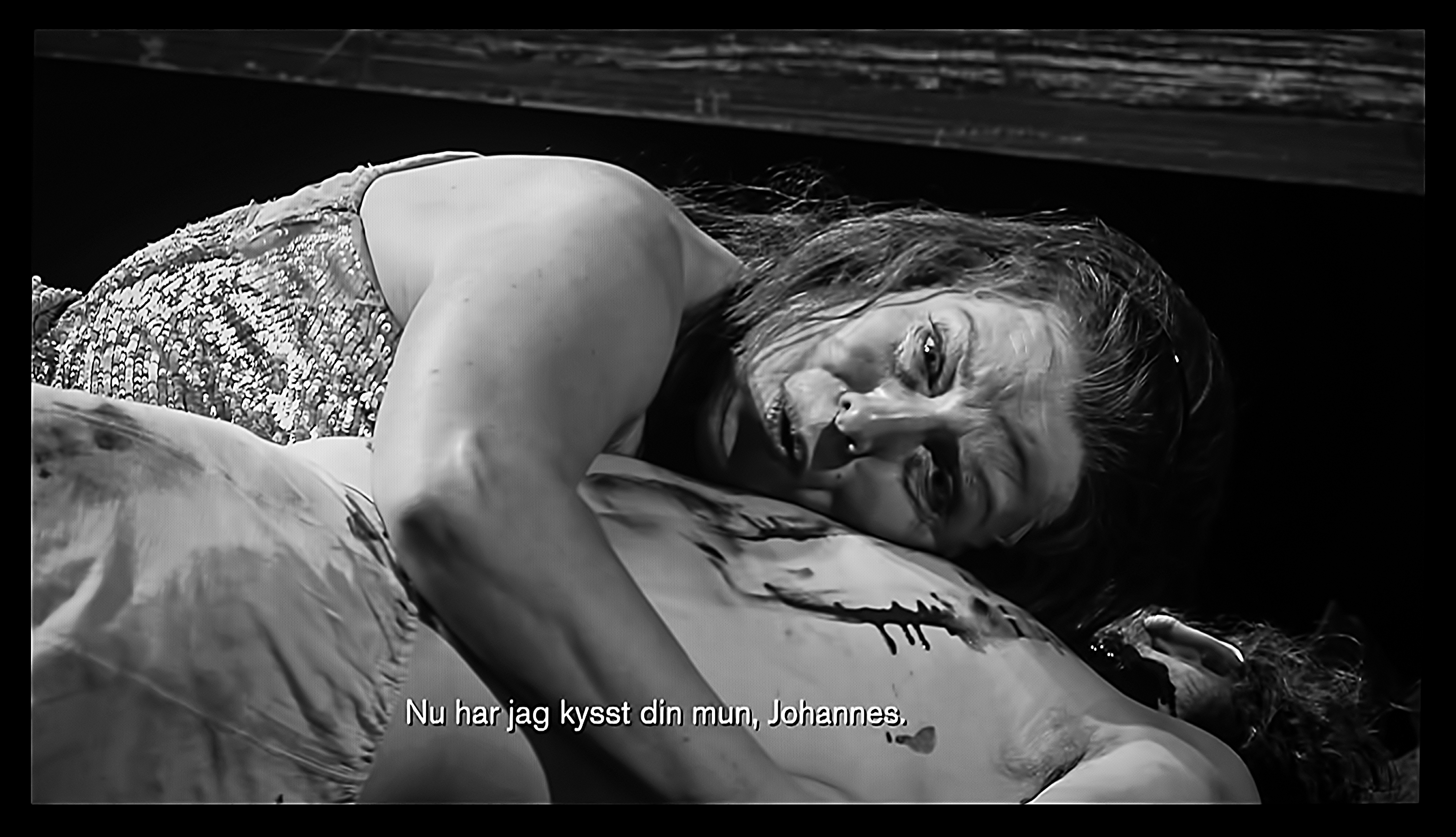

## Inspelningar (urval)
| År   | Roller: (Salome, Jochanaan, Herodes, Herodias, Narraboth)                                        | Dirigent och orkester | Skivmärke                                  |
| ---- | ------------------------------------------------------------------------------------------------ | --- | ------------------------------------------ |
| 1947 | Maria Cebotari, Marko Rothmüller, Julius Patzak, Elisabeth Höngen, Karl Friedrich                | Clemens Krauss, Wienerfilharmonikerna (Liveinspelning från Royal Opera House, Covent Garden den 30 september)                                                             | CD: Gebhardt Kat: JGCD 0011                |
| 1949 | Ljuba Welitsch, Herbert Janssen, Frederick Jagel, Kerstin Thorborg, Brian Sullivan               | Fritz Reiner Metropolitan Opera House Orchestra (Liveinspelning från Metropolitan Opera House den 12 mars)                                                                | CD: Gebhardt Kat: JGCD 0013                |
| 1951 | Inge Borkh, Hans Hotter, Max Lorenz, Irmgard Barth, Lorenz Fehenberger                           | Joseph Keilberth Bayerska Statsorkestern | CD: Cantus Classics Kat: 500705            |
| 1952 | Inge Borkh, Ferdinand Frantz, Max Lorenz, Margarete Klose, Franz Fehringer                       | Karl Schröder Sinfonieorchester des Hessischen Rundfunks | CD: Myto Kat: 00211                        |
| 1952 | Ljuba Welitsch, Hans Hotter, Set Svanholm, Elisabeth Höngen, Brian Sullivan                      | Fritz Reiner, Metropolitan Opera (Inspelad vid en föreställning på MET den 19 januari)                                                                                    | CD: Walhall Kat: WLCD 0201                 |
| 1955 | Christel Goltz, Paul Schöffler, Ramón Vinay, Blanche Thrbom, Brian Sullivan                      | Dimitri Mitropoulos, Metropolitan Opera Orchestra (Inspelade den 8 januari)                                                                                               | CD: Walhall Kat: WLCD 143                  |
| 1958 | Montserrat Caballé, Alexander Welitsch, Zbyslaw Wozniak, Sabine Zimmer, Karl Brock               | Silvio Varviso, Orchester und Chor des Opernhaus Basel (Inspelad i Basel, januari)                                                                                        | CD: Gala Kat: GL 100.799                   |
| 1961 | Birgit Nilsson, Eberhard Wächter, Gerhard Stolze, Mall:Interlanguage link multi, Waldemar Kmentt | Georg Solti Wiener Filharmonikerna | CD: Decca Kat: 475 7528; 000692102 (USA)   |
| 1970 | Gwyneth Jones, Dietrich Fischer-Dieskau, Richard Cassilly, Mignon Dunn, Wiesław Ochman           | Karl Böhm Orkester från Hamburgs Statsopera (Inspelad den 4 november) | CD: Deutsche Grammophon Kat: 445 319-2     |
| 1970 | Montserrat Caballé, Sherrill Milnes, Richard Lewis, Regina Resnik, James King                    | Erich Leinsdorf London Symphony Orchestra | CD: RCA Red Seal Kat: 88843058482 (2)      |
| 1972 | Leonie Rysanek, Eberhard Wächter, Hans Hopf, Grace Hoffman, Waldemar Kmentt                      | Karl Böhm Wiener Filharmonikerna/Wiener Staatsoper (Inspelad på Wiener Staatsoper den 22 december)                                                                        | CD: Opera d'Oro Kat: OPD 7004              |
| 1974 | Teresa Stratas, Bernd Weikl, Hans Hopf, Astrid Varnay, Wiesław Ochman, Hanna Schwarz             | Karl Böhm Wiener Filharmonikerna | DVD: Deutsche Grammophon Kat: DG 000907209 |
| 1977 | Hildegard Behrens, José van Dam, Karl-Walter Böhm, Agnes Baltsa, Wiesław Ochman                  | Herbert von Karajan Wiener Filharmonikerna (Inspelad vid Festspelen i Salzburg den 26 juli)                                                                               | CD: Celestial Audio Kat: CA 645            |
| 1990 | Jessye Norman, James Morris, Walter Raffeiner, Kerstin Witt, Richard Leech                       | Seiji Ozawa Staatskapelle Dresden | CD: Philips Kat: 432 153-2                 |
| 1991 | Catherine Malfitano, Simon Estes, Horst Hiestermann, Leonie Rysanek, Clemens Bieber              | Giuseppe Sinopoli Orkester från Deutsche Oper Berlin Regissör: Petr Weigl, Videoregissör: Brian Large Libretto med Oscar Wildes kompletta text och Strauss tyska version. | DVD: Warner Music Vision Kat: 9031-73827-2 |
| 1991 | Karen Huffstodt, José van Dam, Jean Dupouy, Hélène Jossoud, Jean-Luc Viala                       | Kent Nagano Opera de Lyon Orchestra (Inspelning av den franska versionen)                                                                                                 | CD: Virgin Classics CKt: VCD7 91477-2      |
| 1992 | Maria Ewing, Michael Devlin, Kenneth Riegel, Gillian Knight, Robin Leggate                       | Edward Downes Royal Opera Chorus och The Orchestra of the Royal Opera House                                                                                               | DVD: Opus Arte Kat: OAR3108D               |
| 1997 | Catherine Malfitano, Bryn Terfel, Kenneth Riegel, Anja Silja, Robert Gambill                     | Christoph von Dohnányi Orkester från Royal Opera House Covent Garden | DVD: Decca Kat: 074105-9                   |
| 2007 | Nadja Michael, Falk Struckmann, Peter Bronder, Iris Vermillon, Matthias Klink                    | Daniel Harding Orkester från Teatro alla Scala | DVD: TDKDVD Cat: DVWW-OPSALOME             |
| 2008 | Nadja Michael, Michael Volle, Thomas Moser, Michaela Schuster, Joseph Kaiser                     | Philippe Jordan Orkester från Royal Opera House Regissör: David McVicar Inspelad vid föreställningarna på Royal Opera House 3, 6, 8 mars                                  | DVD: Opus Arte OA0996D                     |
| 2008 | Karita Mattila, Juha Uusitalo, Kim Begley, Ildikó Komlósi, Joseph Kaiser                         | Patrick Summers Metropolitan Opera Orchestra | DVD: Sony Masterworks.                     |
| 2008 | Sofia Soloviy, Costantino Finucci, Leonardo Gramegna, Francesca Scaini, Vincenzo Maria Sarinelli | Massimiliano Caldi Orchestra Internazionale d'Italia (Franska versionen)                                                                                                  | Dynamic CDS 572/1-2                        |
| 2011 | Angela Denoke, Alan Held, Kim Begley, Doris Soffel, Marcel Reijans                               | Stefan Soltesz Deutsches Symphonie-Orchester Berlin Regissör: Nikolaus Lehnhoff                                                                                           | DVD: Arthaus 101593                        |